# Lijst van Duitse kentekens
In de lijst van Duitse kentekens wordt een overzicht gegeven van de Duitse kentekens.

Overzicht van beginletters van kentekens

## Huidige Duitse kentekens

### A

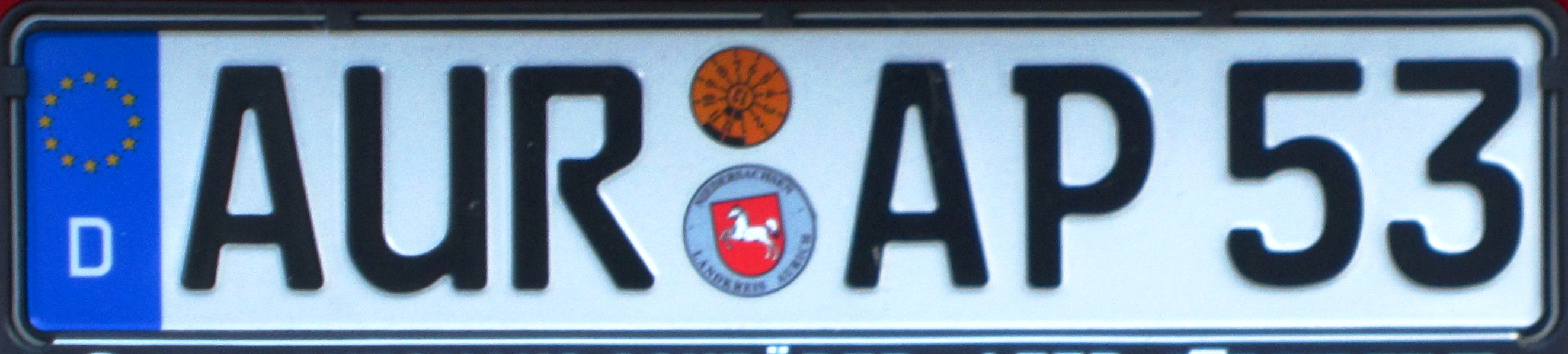
Aurich

| Ken- teken | District                    | Hoofdstad                 | Deelstaat                 | Stadt/Kreis cursief is voormalig                         |
| ---------- | --------------------------- | ------------------------- | ------------------------- | -------------------------------------------------------- |
| A          | Augsburg                    | Augsburg                  | Beieren                   | kreisfreie Stadt & Landkreis                             |
| AA         | Ostalbkreis                 | Aalen                     | Baden-Württemberg         | Landkreis                                                |
| AB         | Aschaffenburg               | Aschaffenburg             | Beieren                   | kreisfreie Stadt & Landkreis                             |
| ABG        | Altenburger Land            | Altenburg                 | Thüringen                 | Landkreis                                                |
| ABI        | Anhalt-Bitterfeld           | Köthen                    | Saksen-Anhalt             | Landkreis                                                |
| AC         | Aachen                      | Aken                      | Noordrijn-Westfalen       | Städteregion (stadsregio)                                |
| AE         | Vogtlandkreis               | Plauen                    | Saksen                    | Landkreis Auerbach                                       |
| AH         | Borken                      | Borken                    | Noordrijn-Westfalen       | Kreis Ahaus                                              |
| AIB        | München                     | München                   | Beieren                   | Landkreis Bad Aibling                                    |
| AIB        | Rosenheim                   | Rosenheim                 | Beieren                   | Landkreis Bad Aibling                                    |
| AIC        | Aichach-Friedberg           | Aichach                   | Beieren                   | Landkreis                                                |
| AK         | Altenkirchen / Westerwald   | Altenkirchen / Westerwald | Rijnland-Palts            | Landkreis                                                |
| ALF        | Hildesheim                  | Hildesheim                | Nedersaksen               | Landkreis Alfeld                                         |
| ALZ        | Aschaffenburg               | Aschaffenburg             | Beieren                   | Landkreis Alzenau in Unterfranken                        |
| AM         | Amberg                      |                           | Beieren                   | kreisfreie Stadt                                         |
| AN         | Ansbach                     | Ansbach                   | Beieren                   | kreisfreie Stadt & Landkreis                             |
| ANA        | Erzgebirgskreis             | Annaberg-Buchholz         | Saksen                    | Landkreis Annaberg                                       |
| ANG        | Uckermark                   | Prenzlau                  | Brandenburg               | Landkreis Angermünde                                     |
| ANK        | Vorpommern-Greifswald       | Greifswald                | Mecklenburg-Voor-Pommeren | Landkreis Anklam                                         |
| AÖ         | Altötting                   | Altötting                 | Beieren                   | Landkreis                                                |
| AP         | Weimarer Land               | Apolda                    | Thüringen                 | Landkreis                                                |
| APD        | Weimarer Land               | Apolda                    | Thüringen                 | Landkreis Apolda                                         |
| ARN        | Ilm-Kreis                   | Arnstadt                  | Thüringen                 | Landkreis Arnstadt                                       |
| ART        | Kyffhäuserkreis             | Sondershausen             | Thüringen                 | Landkreis Artern                                         |
| AS         | Amberg-Sulzbach             | Amberg                    | Beieren                   | Landkreis                                                |
| ASL        | Salzlandkreis               | Bernburg                  | Saksen-Anhalt             | Landkreis Aschersleben & Landkreis Aschersleben-Staßfurt |
| ASZ        | Erzgebirgskreis             | Annaberg-Buchholz         | Saksen                    | Landkreis Aue-Schwarzenberg                              |
| AT         | Mecklenburgische Seenplatte | Neubrandenburg            | Mecklenburg-Voor-Pommeren | Landkreis Altentreptow                                   |
| AU         | Erzgebirgskreis             | Annaberg-Buchholz         | Saksen                    | Landkreis Aue                                            |
| AUR        | Aurich                      | Aurich                    | Nedersaksen               | Landkreis                                                |
| AW         | Ahrweiler                   | Bad Neuenahr-Ahrweiler    | Rijnland-Palts            | Landkreis                                                |
| AZ         | Alzey-Worms                 | Alzey                     | Rijnland-Palts            | Landkreis                                                |
| AZE        | Anhalt-Bitterfeld           | Köthen                    | Saksen-Anhalt             | Landkreis Anhalt-Zerbst                                  |

### B

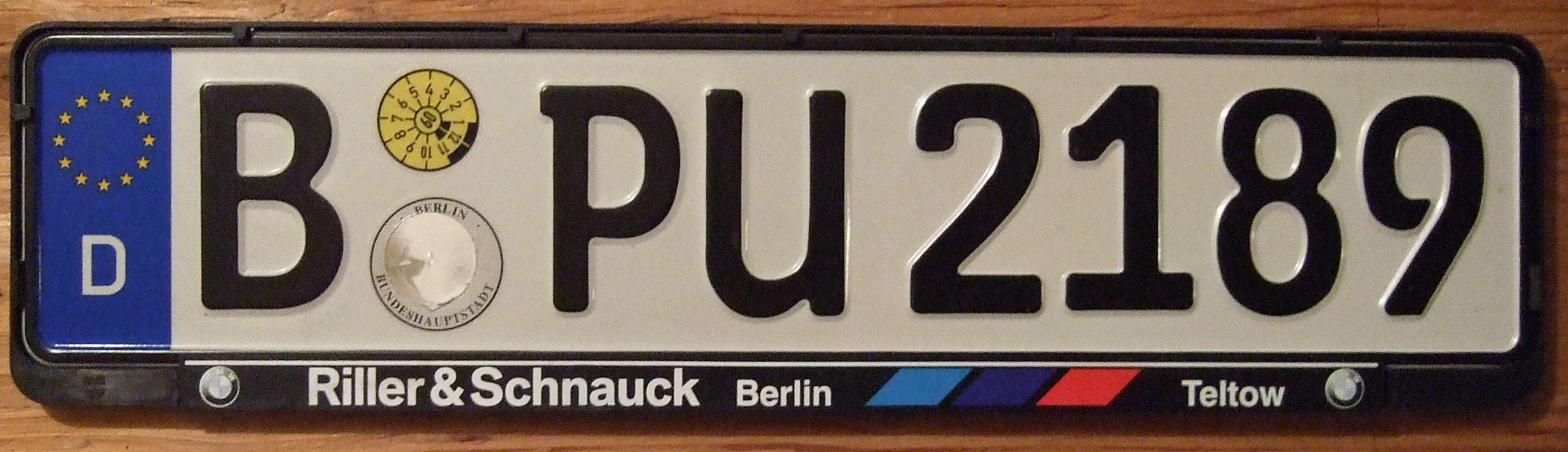
Berlijn

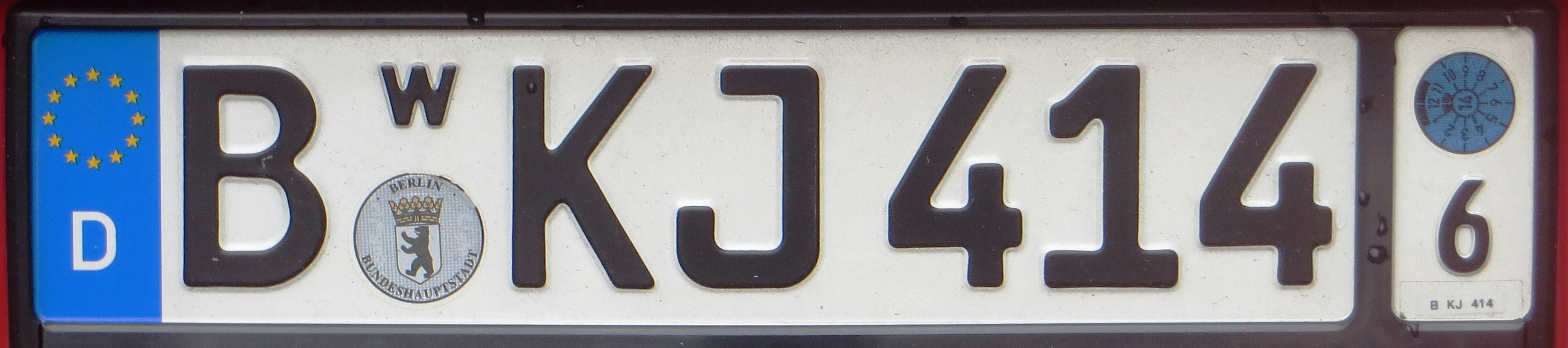
Wisselkenteken uit Berlijn

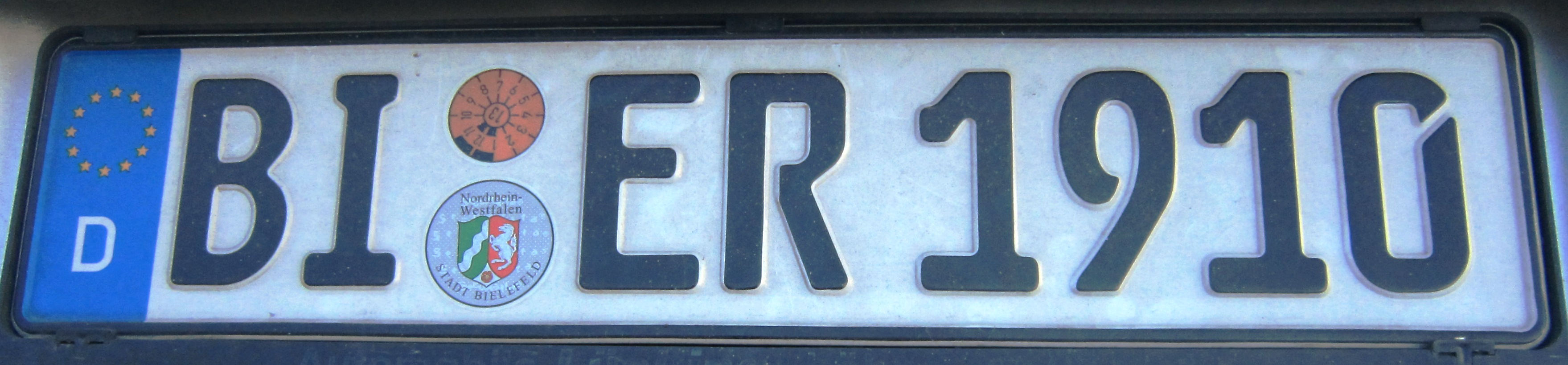
Bielefeld

| Ken- teken | District                | Hoofdstad          | Deelstaat                 | Stadt/Kreis cursief is voormalig     |
| ---------- | ----------------------- | ------------------ | ------------------------- | ------------------------------------ |
| B          | Berlijn                 |                    | Berlijn                   | Stadt                                |
| BA         | Bamberg                 | Bamberg            | Beieren                   | kreisfreie Stadt & Landkreis         |
| BAD        | Baden-Baden             |                    | Baden-Württemberg         | Stadtkreis                           |
| BAR        | Barnim                  | Eberswalde         | Brandenburg               | Landkreis                            |
| BB         | Böblingen               | Böblingen          | Baden-Württemberg         | Landkreis                            |
| BBG        | Salzlandkreis           | Bernburg           | Saksen-Anhalt             | Landkreis Bernburg                   |
| BC         | Biberach                | Biberach           | Baden-Württemberg         | Landkreis                            |
| BCH        | Neckar-Odenwald-Kreis   | Mosbach            | Baden-Württemberg         | Landkreis Buchen                     |
| BE         | Warendorf               | Warendorf          | Noordrijn-Westfalen       | Kreis Beckum                         |
| BED        | Mittelsachsen           | Freiberg           | Saksen                    | Landkreis Brand-Erbisdorf            |
| BER        | Barnim                  | Eberswalde         | Brandenburg               | Landkreis Bernau                     |
| BF         | Steinfurt               | Steinfurt          | Noordrijn-Westfalen       | Kreis Steinfurt                      |
| BGD        | Berchtesgadener Land    | Bad Reichenhall    | Beieren                   | Landkreis Berchtesgaden              |
| BGL        | Berchtesgadener Land    | Bad Reichenhall    | Beieren                   | Landkreis                            |
| BH         | Rastatt                 | Rastatt            | Baden-Württemberg         | Landkreis Bühl                       |
| BH         | Ortenaukreis            | Offenburg          | Baden-Württemberg         | Landkreis Bühl                       |
| BI         | Bielefeld               |                    | Noordrijn-Westfalen       | kreisfreie Stadt                     |
| BID        | Marburg-Biedenkopf      | Marburg            | Hessen                    | Landkreis Biedenkopf                 |
| BIN        | Mainz-Bingen            | Ingelheim am Rhein | Rijnland-Palts            | Landkreis Bingen                     |
| BIR        | Birkenfeld / Nahe       | Birkenfeld         | Rijnland-Palts            | Landkreis                            |
| BIT        | Eifelkreis Bitburg-Prüm | Bitburg            | Rijnland-Palts            | Landkreis                            |
| BIW        | Bautzen                 | Bautzen            | Saksen                    | Landkreis Bischofswerda              |
| BK         | Börde                   | Haldensleben       | Saksen-Anhalt             | Landkreis                            |
| BK         | Rems-Murr-Kreis         | Waiblingen         | Baden-Württemberg         | Landkreis Backnang                   |
| BKS        | Bernkastel-Wittlich     | Wittlich           | Rijnland-Palts            | Landkreis Bernkastel                 |
| BL         | Zollernalbkreis         | Balingen           | Baden-Württemberg         | Landkreis                            |
| BLB        | Siegen-Wittgenstein     | Siegen             | Noordrijn-Westfalen       | Kreis Wittgenstein                   |
| BLK        | Burgenlandkreis         | Naumburg           | Saksen-Anhalt             | Landkreis                            |
| BM         | Rhein-Erft-Kreis        | Bergheim           | Noordrijn-Westfalen       | Kreis                                |
| BN         | Bonn                    |                    | Noordrijn-Westfalen       | kreisfreie Stadt                     |
| BNA        | Leipzig                 | Borna              | Saksen                    | Landkreis Borna                      |
| BO         | Bochum                  |                    | Noordrijn-Westfalen       | kreisfreie Stadt                     |
| BÖ         | Börde                   | Haldensleben       | Saksen-Anhalt             | Bördekreis                           |
| BOH        | Borken                  | Borken             | Noordrijn-Westfalen       | kreisfreie Stadt Bocholt             |
| BOR        | Borken                  | Borken             | Noordrijn-Westfalen       | Kreis                                |
| BOT        | Bottrop                 |                    | Noordrijn-Westfalen       | kreisfreie Stadt                     |
| BRA        | Wesermarsch             | Brake / Unterweser | Nedersaksen               | Landkreis                            |
| BRB        | Brandenburg             |                    | Brandenburg               | kreisfreie Stadt                     |
| BRG        | Jerichower Land         | Burg               | Saksen-Anhalt             | Landkreis Burg                       |
| BRK        | Bad Kissingen           | Bad Kissingen      | Beieren                   | Landkreis Bad Brückenau              |
| BRL        | Goslar                  | Goslar             | Nedersaksen               | Landkreis Blankenburg in Nedersaksen |
| BRV        | Rotenburg (Wümme)       | Rotenburg (Wümme)  | Nedersaksen               | Landkreis Bremervörde                |
| BS         | Braunschweig            |                    | Nedersaksen               | kreisfreie Stadt                     |
| BSK        | Oder-Spree              | Beeskow            | Brandenburg               | Landkreis Beeskow                    |
| BT         | Bayreuth                | Bayreuth           | Beieren                   | kreisfreie Stadt & Landkreis         |
| BTF        | Anhalt-Bitterfeld       | Köthen             | Saksen-Anhalt             | Landkreis Bitterfeld                 |
| BÜD        | Wetteraukreis           | Friedberg          | Hessen                    | Landkreis Büdingen                   |
| BUL        | Amberg-Sulzbach         | Amberg             | Beieren                   | Landkreis Burglengenfeld             |
| BUL        | Schwandorf              | Schwandorf         | Beieren                   | Landkreis Burglengenfeld             |
| BÜR        | Paderborn               | Paderborn          | Noordrijn-Westfalen       | Kreis Büren                          |
| BÜS        | Büsingen am Hochrhein   |                    | Baden-Württemberg         | Gemeente in de Landkreis Konstanz    |
| BÜZ        | Rostock                 | Güstrow            | Mecklenburg-Voor-Pommeren | Landkreis Bützow                     |
| BZ         | Bautzen                 | Bautzen            | Saksen                    | Landkreis                            |

### C

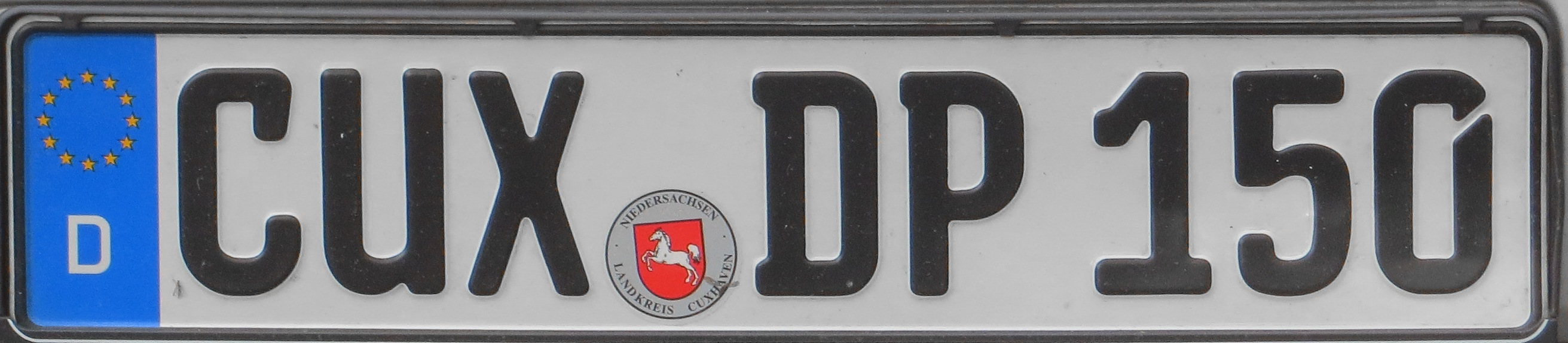
Cuxhaven

| Ken- teken | District              | Hoofdstad       | Deelstaat           | Stadt/Kreis cursief is voormalig |
| ---------- | --------------------- | --------------- | ------------------- | -------------------------------- |
| C          | Chemnitz              |                 | Saksen              | kreisfreie Stadt                 |
| CA         | Oberspreewald-Lausitz | Senftenberg     | Brandenburg         | Landkreis Calau                  |
| CAS        | Recklinghausen        | Recklinghausen  | Noordrijn-Westfalen | kreisfreie Stadt Castrop-Rauxel  |
| CB         | Cottbus               |                 | Brandenburg         | kreisfreie Stadt                 |
| CE         | Celle                 | Celle           | Nedersaksen         | Landkreis                        |
| CHA        | Cham                  | Cham            | Beieren             | Landkreis                        |
| CLP        | Cloppenburg           | Cloppenburg     | Nedersaksen         | Landkreis                        |
| CLZ        | Goslar                | Goslar          | Nedersaksen         | Landkreis Zellerfeld             |
| CO         | Coburg                | Coburg          | Beieren             | kreisfreie Stadt & Landkreis     |
| COC        | Cochem-Zell           | Cochem          | Rijnland-Palts      | Landkreis                        |
| COE        | Coesfeld              | Coesfeld        | Noordrijn-Westfalen | Kreis                            |
| CR         | Schwäbisch Hall       | Schwäbisch Hall | Baden-Württemberg   | Landkreis Crailsheim             |
| CUX        | Cuxhaven              | Cuxhaven        | Nedersaksen         | Landkreis                        |
| CW         | Calw                  | Calw            | Baden-Württemberg   | Landkreis                        |

### D

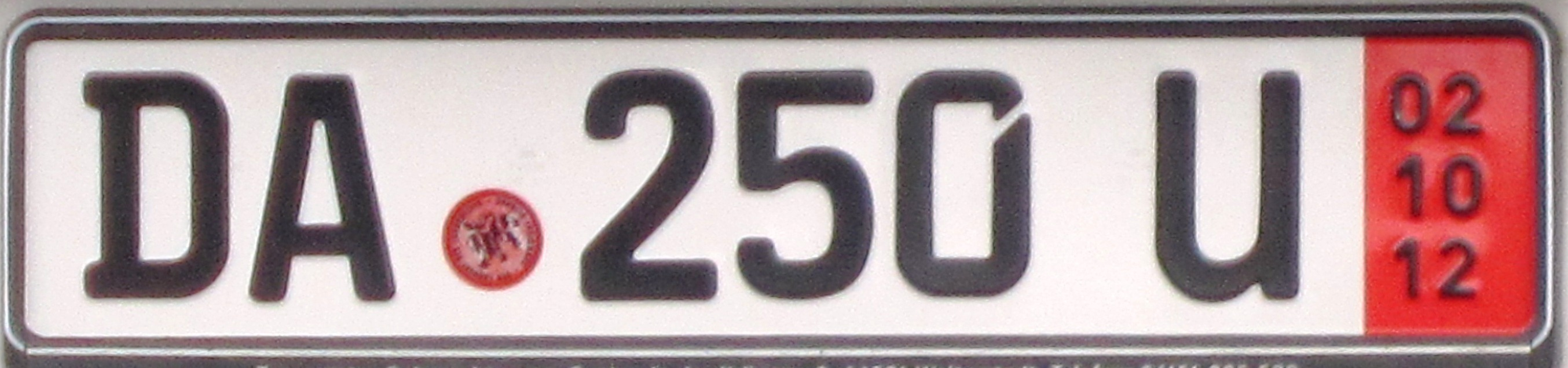
Darmstadt

| Ken- teken | District                         | Hoofdstad              | Deelstaat                 | Stadt/Kreis cursief is voormalig          |
| ---------- | -------------------------------- | ---------------------- | ------------------------- | ----------------------------------------- |
| D          | Düsseldorf                       |                        | Noordrijn-Westfalen       | kreisfreie Stadt                          |
| DA         | Darmstadt en Darmstadt-Dieburg   | Darmstadt              | Hessen                    | kreisfreie Stadt & Landkreis              |
| DAH        | Dachau                           | Dachau                 | Beieren                   | Landkreis                                 |
| DAN        | Lüchow-Dannenberg                | Lüchow                 | Nedersaksen               | Landkreis                                 |
| DAU        | Vulkaneifel                      | Daun                   | Rijnland-Palts            | Landkreis                                 |
| DBR        | Rostock                          | Güstrow                | Mecklenburg-Voor-Pommeren | Landkreis Bad Doberan                     |
| DD         | Dresden                          |                        | Saksen                    | kreisfreie Stadt                          |
| DE         | Dessau-Roßlau                    |                        | Saksen-Anhalt             | kreisfreie Stadt                          |
| DEG        | Deggendorf                       | Deggendorf             | Beieren                   | Landkreis                                 |
| DEL        | Delmenhorst                      |                        | Nedersaksen               | kreisfreie Stadt                          |
| DGF        | Dingolfing-Landau                | Dingolfing             | Beieren                   | Landkreis                                 |
| DH         | Diepholz                         | Diepholz               | Nedersaksen               | Landkreis                                 |
| DI         | Darmstadt-Dieburg                | Darmstadt              | Hessen                    | Landkreis Dieburg                         |
| DIL        | Lahn-Dill-Kreis                  | Wetzlar                | Hessen                    | Dillkreis                                 |
| DIN        | Wesel                            | Wezel                  | Noordrijn-Westfalen       | Kreis Dinslaken                           |
| DIZ        | Rhein-Lahn-Kreis                 | Bad Ems                | Rijnland-Palts            | Unterlahnkreis                            |
| DKB        | Ansbach                          | Ansbach                | Beieren                   | Landkreis Dinkelsbühl                     |
| DL         | Mittelsachsen                    | Freiberg               | Saksen                    | Landkreis Döbeln                          |
| DLG        | Dillingen a. d. Donau            | Dillingen an der Donau | Beieren                   | Landkreis                                 |
| DM         | Mecklenburgische Seenplatte      | Neubrandenburg         | Mecklenburg-Voor-Pommeren | Landkreis Demmin                          |
| DN         | Düren                            | Düren                  | Noordrijn-Westfalen       | Kreis                                     |
| DO         | Dortmund                         |                        | Noordrijn-Westfalen       | kreisfreie Stadt                          |
| DON        | Donau-Ries                       | Donauwörth             | Beieren                   | Landkreis                                 |
| DU         | Duisburg                         |                        | Noordrijn-Westfalen       | kreisfreie Stadt                          |
| DUD        | Göttingen                        | Göttingen              | Nedersaksen               | Landkreis Duderstadt                      |
| DÜW        | Bad Dürkheim                     | Bad Dürkheim           | Rijnland-Palts            | Landkreis                                 |
| DW         | Sächsische Schweiz-Osterzgebirge | Pirna                  | Saksen                    | Landkreis Dippoldiswalde & Weißeritzkreis |
| DZ         | Nordsachsen                      | Torgau                 | Saksen                    | Landkreis Delitzsch                       |

### E

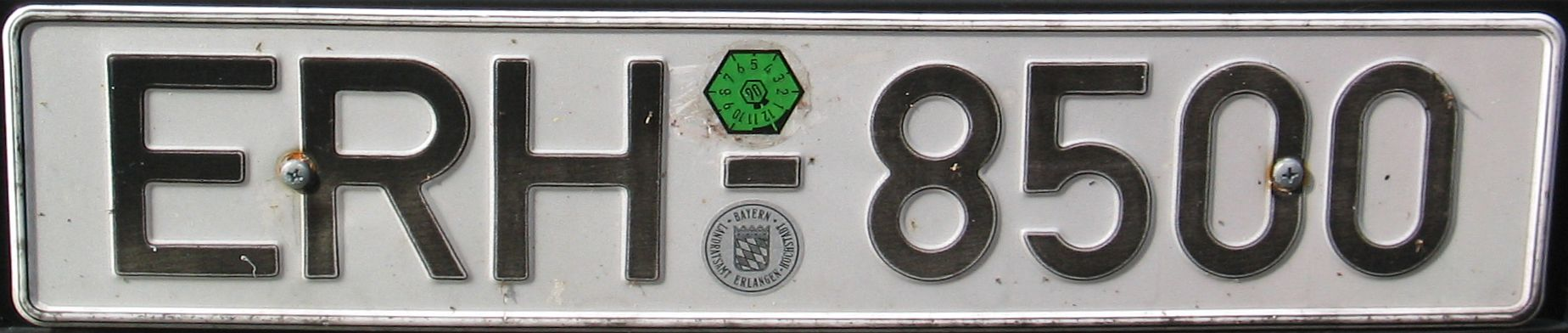
Erlangen-Höchstadt (voertuig van een overheidsdienst)

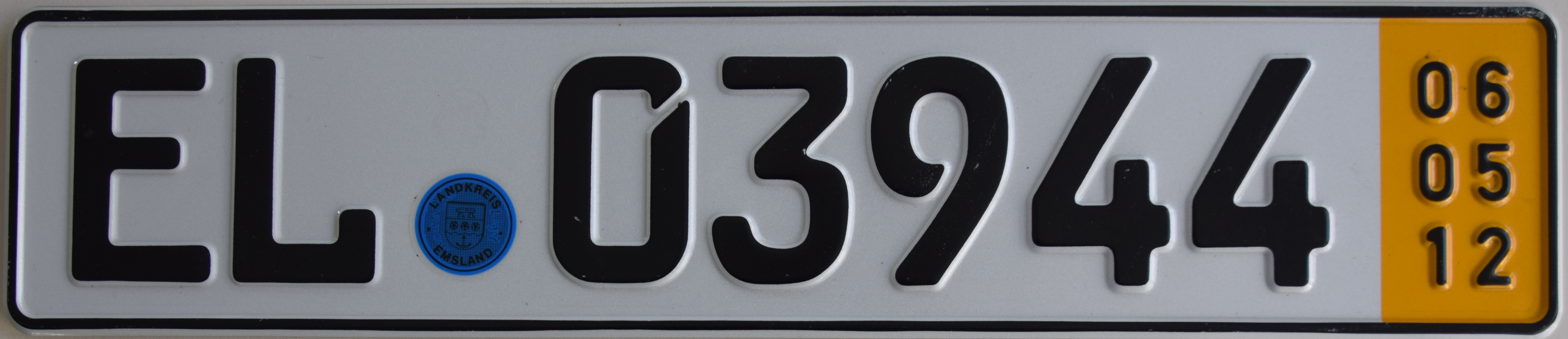
Emsland

| Ken- teken | District                 | Hoofdstad                | Deelstaat           | Stadt/Kreis cursief is voormalig              |
| ---------- | ------------------------ | ------------------------ | ------------------- | --------------------------------------------- |
| E          | Essen                    |                          | Noordrijn-Westfalen | kreisfreie Stadt                              |
| EA         | Eisenach                 |                          | Thüringen           | kreisfreie Stadt                              |
| EB         | Nordsachsen              | Torgau                   | Saksen              | Landkreis Eilenburg                           |
| EBE        | Ebersberg                | Ebersberg                | Beieren             | Landkreis                                     |
| EBN        | Haßberge                 | Haßfurt                  | Beieren             | Landkreis Ebern                               |
| EBS        | Bayreuth                 | Bayreuth                 | Beieren             | Landkreis Ebermannstadt                       |
| EBS        | Forchheim                | Forchheim                | Beieren             | Landkreis Ebermannstadt                       |
| EBS        | Kulmbach                 | Kulmbach                 | Beieren             | Landkreis Ebermannstadt                       |
| ECK        | Rendsburg-Eckernförde    | Rendsburg                | Sleeswijk-Holstein  | Kreis Eckernförde                             |
| ED         | Erding                   | Erding                   | Beieren             | Landkreis                                     |
| EE         | Elbe-Elster              | Herzberg (Elster)        | Brandenburg         | Landkreis                                     |
| EF         | Erfurt                   |                          | Thüringen           | kreisfreie Stadt                              |
| EG         | Rottal-Inn               | Pfarrkirchen             | Beieren             | Landkreis Eggenfelden                         |
| EH         | Oder-Spree               | Beeskow                  | Brandenburg         | kreisfreie Stadt & Landkreis Eisenhüttenstadt |
| EI         | Eichstätt                | Eichstätt                | Beieren             | Landkreis                                     |
| EIC        | Eichsfeld                | Heilbad Heiligenstadt    | Thüringen           | Landkreis                                     |
| EIL        | Mansfeld-Südharz         | Sangerhausen             | Saksen-Anhalt       | Landkreis Eisleben                            |
| EIN        | Northeim                 | Northeim                 | Nedersaksen         | Landkreis Einbeck                             |
| EIS        | Saale-Holzland-Kreis     | Eisenberg                | Thüringen           | Landkreis Eisenberg                           |
| EL         | Emsland                  | Meppen                   | Nedersaksen         | Landkreis                                     |
| EM         | Emmendingen              | Emmendingen              | Baden-Württemberg   | Landkreis                                     |
| EMD        | Emden                    |                          | Nedersaksen         | kreisfreie Stadt                              |
| EMS        | Rhein-Lahn-Kreis         | Bad Ems                  | Rijnland-Palts      | Landkreis                                     |
| EN         | Ennepe-Ruhr-Kreis        | Schwelm                  | Noordrijn-Westfalen | Kreis                                         |
| ER         | Erlangen                 |                          | Beieren             | kreisfreie Stadt                              |
| ERB        | Odenwaldkreis            | Erbach / Odenwald        | Hessen              | Landkreis                                     |
| ERH        | Erlangen-Höchstadt       | Erlangen                 | Beieren             | Landkreis                                     |
| ERK        | Heinsberg                | Heinsberg                | Noordrijn-Westfalen | Kreis Erkelenz                                |
| ERZ        | Erzgebirgskreis          | Annaberg-Buchholz        | Saksen              | Landkreis                                     |
| ES         | Esslingen                | Esslingen                | Baden-Württemberg   | Landkreis                                     |
| ESB        | Amberg-Sulzbach          | Amberg                   | Beieren             | Landkreis Eschenbach in der Oberpfalz         |
| ESB        | Bayreuth                 | Bayreuth                 | Beieren             | Landkreis Eschenbach in der Oberpfalz         |
| ESB        | Neustadt an der Waldnaab | Neustadt an der Waldnaab | Beieren             | Landkreis Eschenbach in der Oberpfalz         |
| ESB        | Nürnberger Land          | Lauf an der Pegnitz      | Beieren             | Landkreis Eschenbach in der Oberpfalz         |
| ESW        | Werra-Meißner-Kreis      | Eschwege                 | Hessen              | Landkreis                                     |
| EU         | Euskirchen               | Euskirchen               | Noordrijn-Westfalen | Kreis                                         |
| EW         | Barnim                   | Eberswalde               | Brandenburg         | Landkreis Eberswalde                          |

### F

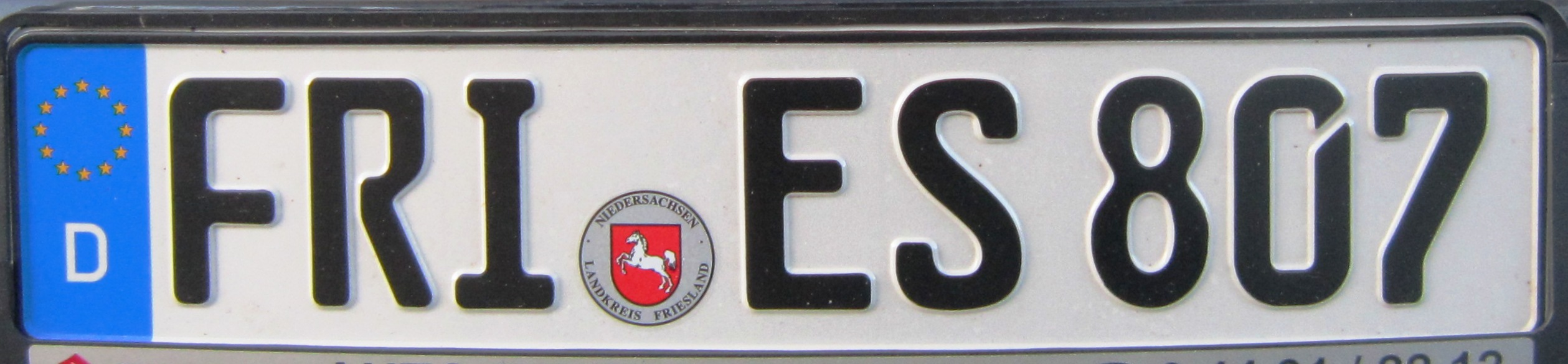
Friesland

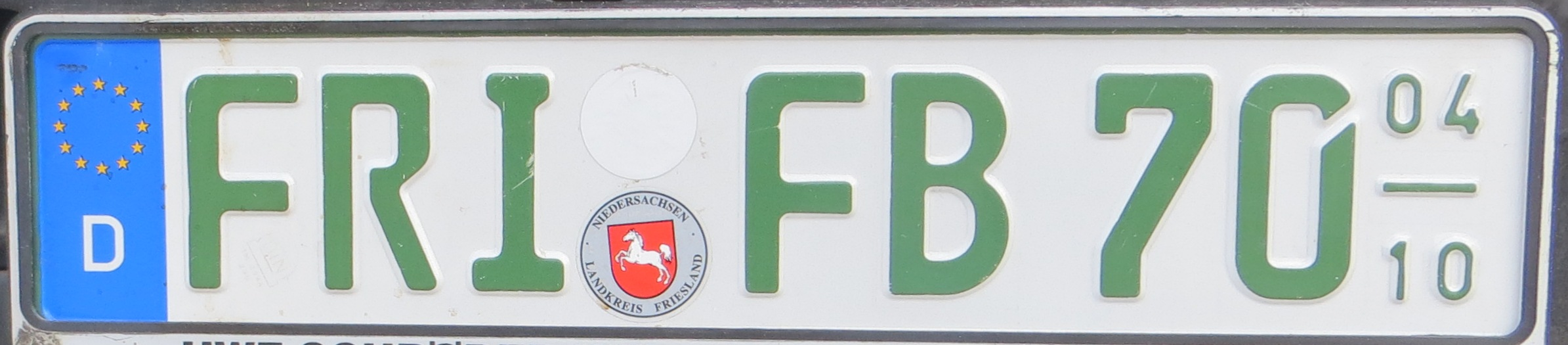
groen kenteken met beperkte geldigheid

| Ken- teken | District                                        | Hoofdstad           | Deelstaat          | Stadt/Kreis cursief is voormalig |
| ---------- | ----------------------------------------------- | ------------------- | ------------------ | -------------------------------- |
| F          | Frankfurt / Main                                |                     | Hessen             | kreisfreie Stadt                 |
| FB         | Wetteraukreis                                   | Friedberg           | Hessen             | Landkreis                        |
| FD         | Fulda                                           | Fulda               | Hessen             | Landkreis                        |
| FDB        | Aichach-Friedberg                               | Aichach             | Beieren            | Landkreis Friedberg in Beieren   |
| FDS        | Freudenstadt                                    | Freudenstadt        | Baden-Württemberg  | Landkreis                        |
| FEU        | Ansbach                                         | Ansbach             | Beieren            | Landkreis Feuchtwangen           |
| FF         | Frankfurt (Oder)                                |                     | Brandenburg        | kreisfreie Stadt                 |
| FFB        | Fürstenfeldbruck                                | Fürstenfeldbruck    | Beieren            | Landkreis                        |
| FG         | Mittelsachsen                                   | Freiberg            | Saksen             | Landkreis                        |
| FI         | Elbe-Elster                                     | Herzberg (Elster)   | Brandenburg        | Landkreis Finsterwalde           |
| FKB        | Waldeck-Frankenberg                             | Korbach             | Hessen             | Landkreis Frankenberg            |
| FL         | Flensburg                                       |                     | Sleeswijk-Holstein | kreisfreie Stadt                 |
| FLÖ        | Mittelsachsen                                   | Freiberg            | Saksen             | Landkreis Flöha                  |
| FN         | Bodenseekreis                                   | Friedrichshafen     | Baden-Württemberg  | Landkreis                        |
| FO         | Forchheim                                       | Forchheim           | Beieren            | Landkreis                        |
| FOR        | Spree-Neiße                                     | Forst (Lausitz)     | Brandenburg        | Landkreis Forst                  |
| FR         | Freiburg / Breisgau en Breisgau-Hochschwarzwald | Freiburg / Breisgau | Baden-Württemberg  | Stadtkreis & Landkreis           |
| FRG        | Freyung-Grafenau                                | Freyung             | Beieren            | Landkreis                        |
| FRI        | Friesland                                       | Jever               | Nedersaksen        | Landkreis                        |
| FRW        | Märkisch-Oderland                               | Bad Freienwalde     | Brandenburg        | Landkreis Bad Freienwalde        |
| FS         | Freising                                        | Freising            | Beieren            | Landkreis                        |
| FT         | Frankenthal (Palts)                             |                     | Rijnland-Palts     | kreisfreie Stadt                 |
| FTL        | Sächsische Schweiz-Osterzgebirge                | Pirna               | Saksen             | Landkreis Freital                |
| FÜ         | Fürth                                           | Zirndorf            | Beieren            | kreisfreie Stadt & Landkreis     |
| FÜS        | Ostallgäu                                       | Marktoberdorf       | Beieren            | Landkreis Füssen                 |
| FW         | Oder-Spree                                      | Beeskow             | Brandenburg        | Landkreis Fürstenwalde           |
| FZ         | Schwalm-Eder-Kreis                              | Homberg             | Hessen             | Landkreis Fritzlar-Homberg       |

### G

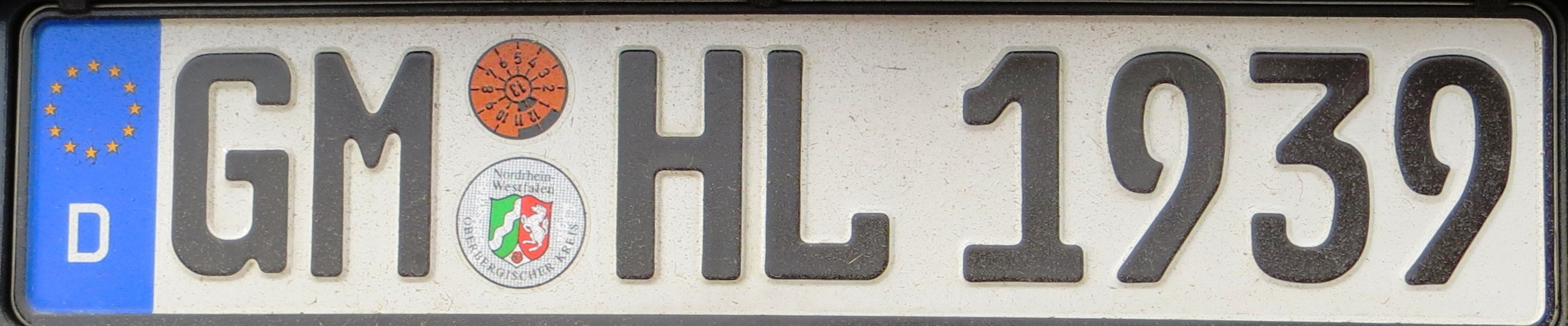
Oberbergischer Kreis

| Ken- teken | District                   | Hoofdstad              | Deelstaat                 | Stadt/Kreis cursief is voormalig               |
| ---------- | -------------------------- | ---------------------- | ------------------------- | ---------------------------------------------- |
| G          | Gera                       |                        | Thüringen                 | kreisfreie Stadt                               |
| GA         | Altmarkkreis Salzwedel     | Salzwedel              | Saksen-Anhalt             | Landkreis Gardelegen                           |
| GAN        | Northeim                   | Northeim               | Nedersaksen               | Landkreis Gandersheim                          |
| GAP        | Garmisch-Partenkirchen     | Garmisch-Partenkirchen | Beieren                   | Landkreis                                      |
| GC         | Zwickau                    | Zwickau                | Saksen                    | Landkreis Glauchau & Landkreis Chemnitzer Land |
| GD         | Ostalbkreis                | Aalen                  | Baden-Württemberg         | Landkreis Schwäbisch Gmünd                     |
| GDB        | Nordwestmecklenburg        | Wismar                 | Mecklenburg-Voor-Pommeren | Landkreis Gadebusch                            |
| GE         | Gelsenkirchen              |                        | Noordrijn-Westfalen       | kreisfreie Stadt                               |
| GEL        | Kleef                      | Kleef                  | Noordrijn-Westfalen       | Kreis Geldern                                  |
| GEO        | Haßberge                   | Haßfurt                | Beieren                   | Landkreis Gerolzhofen                          |
| GEO        | Schweinfurt                | Schweinfurt            | Beieren                   | Landkreis Gerolzhofen                          |
| GER        | Germersheim                | Germersheim            | Rijnland-Palts            | Landkreis                                      |
| GF         | Gifhorn                    | Gifhorn                | Nedersaksen               | Landkreis                                      |
| GG         | Groß-Gerau                 | Groß-Gerau             | Hessen                    | Landkreis                                      |
| GHA        | Leipzig                    | Borna                  | Saksen                    | Landkreis Geithain                             |
| GHC        | Wittenberg                 | Wittenberg             | Saksen-Anhalt             | Landkreis Gräfenhainichen                      |
| GI         | Gießen                     | Gießen                 | Hessen                    | Landkreis                                      |
| GK         | Heinsberg                  | Heinsberg              | Noordrijn-Westfalen       | Selfkantkreis Geilenkirchen-Heinsberg          |
| GL         | Rheinisch-Bergischer Kreis | Bergisch Gladbach      | Noordrijn-Westfalen       | Kreis                                          |
| GLA        | Recklinghausen             | Recklinghausen         | Noordrijn-Westfalen       | kreisfreie Stadt Gladbeck                      |
| GM         | Oberbergischer Kreis       | Gummersbach            | Noordrijn-Westfalen       | Kreis                                          |
| GMN        | Vorpommern-Rügen           | Greifswald             | Mecklenburg-Voor-Pommeren | Landkreis Grimmen                              |
| GN         | Main-Kinzig-Kreis          | Gelnhausen             | Hessen                    | Landkreis Gelnhausen                           |
| GNT        | Jerichower Land            | Burg                   | Saksen-Anhalt             | Landkreis Genthin                              |
| GÖ         | Göttingen                  | Göttingen              | Nedersaksen               | Landkreis                                      |
| GOA        | Rhein-Hunsrück-Kreis       | Simmern                | Rijnland-Palts            | Landkreis Sankt Goar                           |
| GOH        | Rhein-Lahn-Kreis           | Bad Ems                | Rijnland-Palts            | Landkreis Sankt Goarshausen & Loreleykreis     |
| GP         | Göppingen                  | Göppingen              | Baden-Württemberg         | Landkreis                                      |
| GR         | Görlitz                    | Görlitz                | Saksen                    | Landkreis                                      |
| GRA        | Freyung-Grafenau           | ..                     | Beieren                   | Landkreis Grafenau                             |
| GRH        | Meißen                     | Meißen                 | Saksen                    | Landkreis Großenhain                           |
| GRI        | Rottal-Inn                 | Pfarrkirchen           | Beieren                   | Landkreis Griesbach im Rottal                  |
| GRM        | Leipzig                    | Borna                  | Saksen                    | Landkreis Grimma                               |
| GRZ        | Greiz                      | Greiz                  | Thüringen                 | Landkreis                                      |
| GS         | Goslar                     | Goslar                 | Nedersaksen               | Landkreis                                      |
| GT         | Gütersloh                  | Gütersloh              | Noordrijn-Westfalen       | Kreis                                          |
| GTH        | Gotha                      | Gotha                  | Thüringen                 | Landkreis                                      |
| GÜ         | Rostock                    | Güstrow                | Mecklenburg-Voor-Pommeren | Landkreis Güstrow                              |
| GUB        | Spree-Neiße                | Forst (Lausitz)        | Brandenburg               | Landkreis Guben                                |
| GUN        | Weißenburg-Gunzenhausen    | Weißenburg in Bayern   | Beieren                   | Landkreis Gunzenhausen                         |
| GV         | Rhein-Kreis Neuss          | Neuss                  | Noordrijn-Westfalen       | Kreis Grevenbroich                             |
| GVM        | Nordwestmecklenburg        | Wismar                 | Mecklenburg-Voor-Pommeren | Landkreis Grevesmühlen                         |
| GW         | Vorpommern-Greifswald      | Greifswald             | Mecklenburg-Voor-Pommeren | Landkreis Greifswald                           |
| GZ         | Günzburg                   | Günzburg               | Beieren                   | Landkreis                                      |

### H

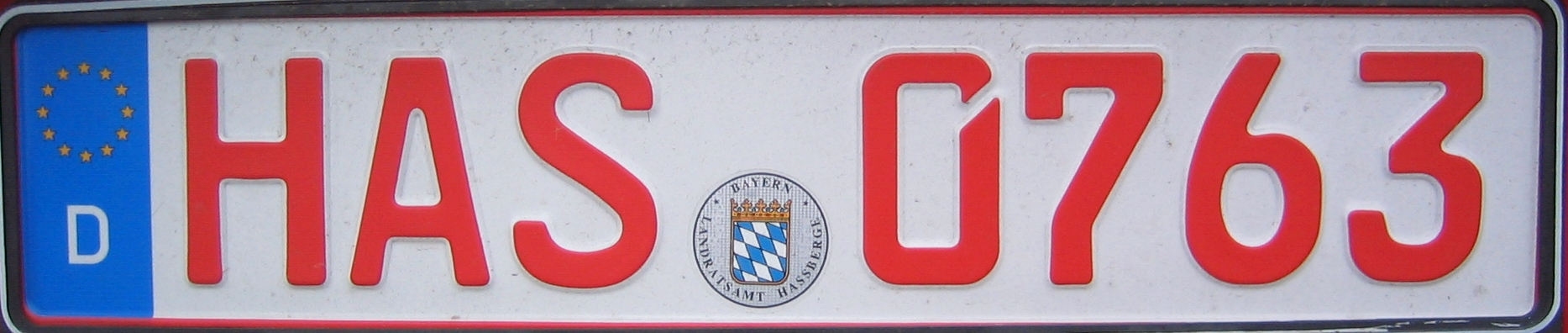
Hassberge (kenteken van een historisch voertuig)

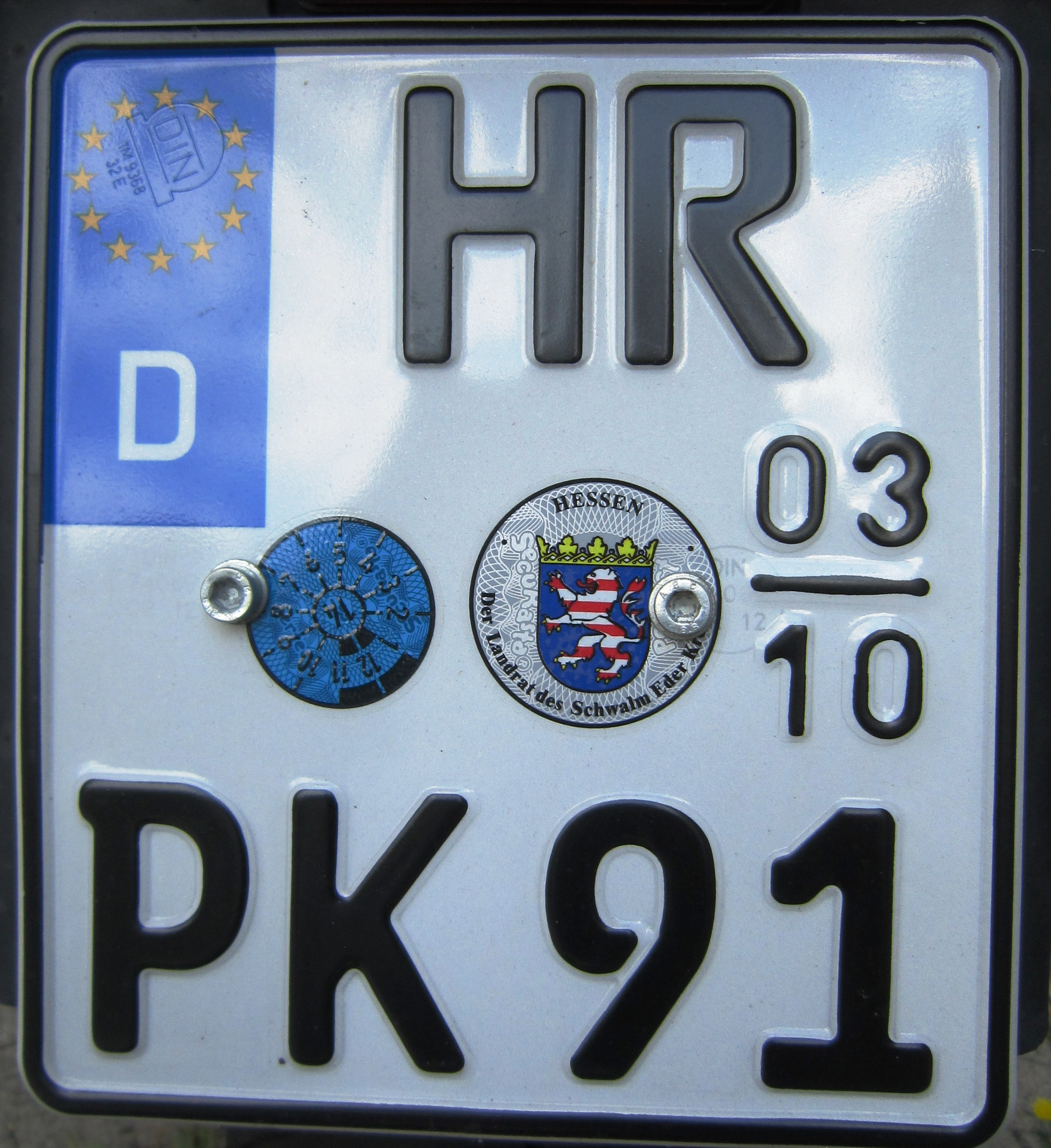
Schwalm-Eder-Kreis

| Ken- teken | District                         | Hoofdstad                | Deelstaat                 | Stadt/Kreis cursief is voormalig          |
| ---------- | -------------------------------- | ------------------------ | ------------------------- | ----------------------------------------- |
| H          | Hannover                         | Hannover                 | Nedersaksen               | Region (regio)                            |
| HA         | Hagen                            |                          | Noordrijn-Westfalen       | kreisfreie Stadt                          |
| HAB        | Bad Kissingen                    | Bad Kissingen            | Beieren                   | Landkreis Hammelburg                      |
| HAL        | Halle / Saale                    |                          | Saksen-Anhalt             | kreisfreie Stadt                          |
| HAM        | Hamm                             |                          | Noordrijn-Westfalen       | kreisfreie Stadt                          |
| HAS        | Haßberge                         | Haßfurt                  | Beieren                   | Landkreis                                 |
| HB         | Hansestadt Bremen en Bremerhaven |                          | Bremen                    | 2 kreisfreie Städte                       |
| HBN        | Hildburghausen                   | Hildburghausen           | Thüringen                 | Landkreis                                 |
| HBS        | Harz                             | Halberstadt              | Saksen-Anhalt             | Landkreis Halberstadt                     |
| HC         | Mittelsachsen                    | Freiberg                 | Saksen                    | Landkreis Hainichen                       |
| HCH        | Freudenstadt                     | Freudenstadt             | Baden-Württemberg         | Landkreis Hechingen                       |
| HCH        | Zollernalbkreis                  | Balingen                 | Baden-Württemberg         | Landkreis Hechingen                       |
| HD         | Heidelberg en Rhein-Neckar-Kreis | Heidelberg               | Baden-Württemberg         | Stadtkreis & Landkreis                    |
| HDH        | Heidenheim                       | Heidenheim an der Brenz  | Baden-Württemberg         | Landkreis                                 |
| HDL        | Börde                            | Haldensleben             | Saksen-Anhalt             | Landkreis Haldensleben                    |
| HE         | Helmstedt                        | Helmstedt                | Nedersaksen               | Landkreis                                 |
| HEB        | Nürnberger Land                  | Lauf an der Pegnitz      | Beieren                   | Landkreis Hersbruck                       |
| HEF        | Hersfeld-Rotenburg               | Bad Hersfeld             | Hessen                    | Landkreis                                 |
| HEI        | Dithmarschen                     | Heide                    | Sleeswijk-Holstein        | Kreis                                     |
| HER        | Herne                            |                          | Noordrijn-Westfalen       | kreisfreie Stadt                          |
| HET        | Mansfeld-Südharz                 | Sangerhausen             | Saksen-Anhalt             | Landkreis Hettstedt                       |
| HF         | Herford                          | Herford                  | Noordrijn-Westfalen       | Kreis                                     |
| HG         | Hochtaunuskreis                  | Bad Homburg vor der Höhe | Hessen                    | Landkreis                                 |
| HGN        | Ludwigslust-Parchim              | Parchim                  | Mecklenburg-Voor-Pommeren | Landkreis Hagenow                         |
| HGW        | Hansestadt Greifswald            |                          | Mecklenburg-Voor-Pommeren | große kreisangehörige Stadt               |
| HH         | Freie und Hansestadt Hamburg     | Hamburg                  | Hamburg                   | Stadt                                     |
| HHM        | Burgenlandkreis                  | Naumburg                 | Saksen-Anhalt             | Landkreis Hohenmölsen                     |
| HI         | Hildesheim                       | Hildesheim               | Nedersaksen               | Landkreis                                 |
| HIG        | Eichsfeld                        | Heilbad Heiligenstadt    | Thüringen                 | Landkreis Heiligenstadt                   |
| HIP        | Roth                             | Roth bei Nürnberg        | Beieren                   | Landkreis Hilpoltstein                    |
| HK         | Heidekreis                       | Bad Fallingbostel        | Nedersaksen               | Landkreis                                 |
| HL         | Hansestadt Lübeck                |                          | Sleeswijk-Holstein        | kreisfreie Stadt                          |
| HM         | Hamelen-Pyrmont                  | Hamelen                  | Nedersaksen               | Landkreis                                 |
| HMÜ        | Göttingen                        | Göttingen                | Nedersaksen               | Landkreis Münden                          |
| HN         | Heilbronn                        | Heilbronn                | Baden-Württemberg         | Stadtkreis & Landkreis                    |
| HO         | Hof                              | Hof                      | Beieren                   | kreisfreie Stadt & Landkreis              |
| HOG        | Kassel                           | Kassel                   | Hessen                    | Landkreis Hofgeismar                      |
| HOH        | Haßberge                         | Haßfurt                  | Beieren                   | Landkreis Hofheim in Unterfranken         |
| HOL        | Holzminden                       | Holzminden               | Nedersaksen               | Landkreis                                 |
| HOM        | Saarpfalz-Kreis                  | Homburg                  | Saarland                  | Landkreis                                 |
| HOR        | Freudenstadt                     | Freudenstadt             | Baden-Württemberg         | Landkreis Horb                            |
| HÖS        | Erlangen-Höchstadt               | Erlangen                 | Beieren                   | Landkreis Höchstadt an der Aisch          |
| HOT        | Zwickau                          | Zwickau                  | Saksen                    | Landkreis Hohenstein-Ernstthal            |
| HP         | Bergstraße                       | Heppenheim               | Hessen                    | Landkreis                                 |
| HR         | Schwalm-Eder-Kreis               | Homberg                  | Hessen                    | Landkreis                                 |
| HRO        | Hansestadt Rostock               |                          | Mecklenburg-Voor-Pommeren | kreisfreie Stadt                          |
| HS         | Heinsberg                        | Heinsberg                | Noordrijn-Westfalen       | Kreis                                     |
| HSK        | Hochsauerlandkreis               | Meschede                 | Noordrijn-Westfalen       | Kreis                                     |
| HST        | Hansestadt Stralsund             |                          | Mecklenburg-Voor-Pommeren | große kreisangehörige Stadt               |
| HU         | Hanau                            |                          | Hessen                    | Sonderstatusstadt in de Main-Kinzig-Kreis |
| HV         | Stendal                          | Stendal                  | Saksen-Anhalt             | Landkreis Havelberg                       |
| HVL        | Havelland                        | Rathenow                 | Brandenburg               | Landkreis                                 |
| HWI        | Hansestadt Wismar                |                          | Mecklenburg-Voor-Pommeren | große kreisangehörige Stadt               |
| HX         | Höxter                           | Höxter                   | Noordrijn-Westfalen       | Kreis                                     |
| HY         | Bautzen                          | Bautzen                  | Saksen                    | Stadt Hoyerswerda                         |
| HZ         | Harz                             | Halberstadt              | Saksen-Anhalt             | Landkreis                                 |

### I

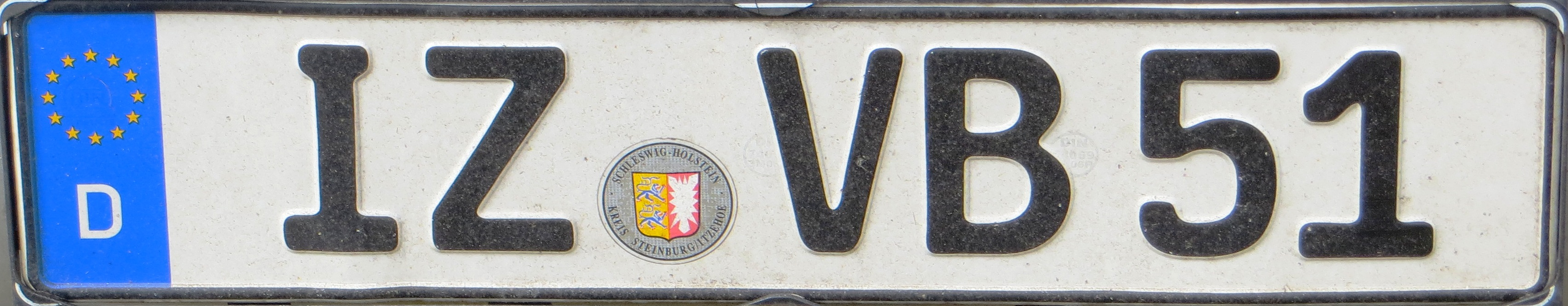
Kreis Steinburg

| Ken- teken | District    | Hoofdstad | Deelstaat          | Stadt/Kreis cursief is voormalig  |
| ---------- | ----------- | --------- | ------------------ | --------------------------------- |
| IGB        | St. Ingbert |           | Saarland           | Mittelstadt in de Saarpfalz-Kreis |
| IK         | Ilm-Kreis   | Arnstadt  | Thüringen          | Landkreis                         |
| IL         | Ilm-Kreis   | Arnstadt  | Thüringen          | Landkreis Ilmenau                 |
| ILL        | Neu-Ulm     | Neu-Ulm   | Beieren            | Landkreis Illertissen             |
| IN         | Ingolstadt  |           | Beieren            | kreisfreie Stadt                  |
| IZ         | Steinburg   | Itzehoe   | Sleeswijk-Holstein | Kreis                             |

### J

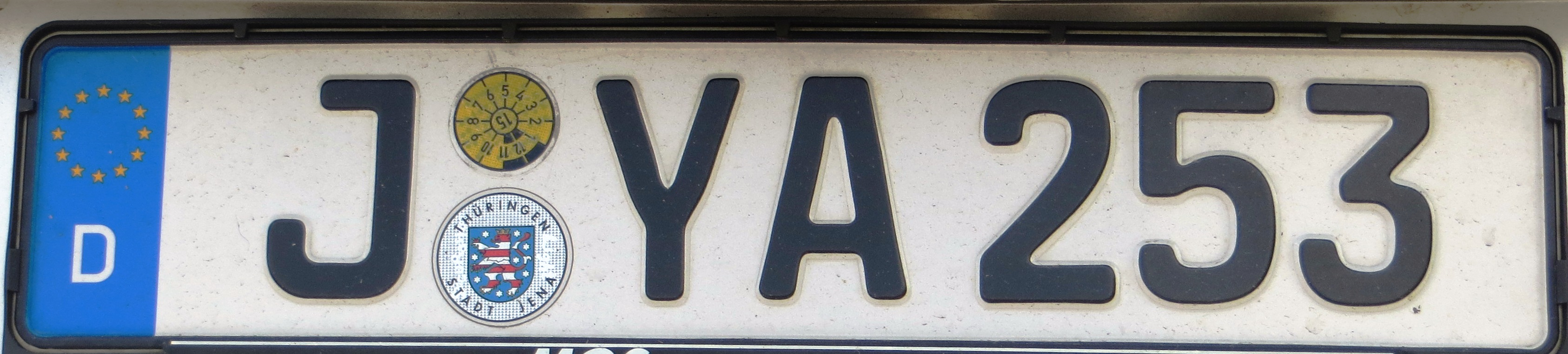
Kreis Jena

| Ken- teken | District        | Hoofdstad  | Deelstaat           | Stadt/Kreis cursief is voormalig |
| ---------- | --------------- | ---------- | ------------------- | -------------------------------- |
| J          | Jena            |            | Thüringen           | kreisfreie Stadt                 |
| JE         | Wittenberg      | Wittenberg | Saksen-Anhalt       | Landkreis Jessen                 |
| JL         | Jerichower Land | Burg       | Saksen-Anhalt       | Landkreis                        |
| JÜL        | Düren           | Düren      | Noordrijn-Westfalen | Kreis Jülich                     |

### K

Keulen

| Ken- teken | District               | Hoofdstad                 | Deelstaat           | Stadt/Kreis cursief is voormalig  |
| ---------- | ---------------------- | ------------------------- | ------------------- | --------------------------------- |
| K          | Köln                   | Keulen                    | Noordrijn-Westfalen | kreisfreie Stadt                  |
| KA         | Karlsruhe              | Karlsruhe                 | Baden-Württemberg   | Stadtkreis & Landkreis            |
| KB         | Waldeck-Frankenberg    | Korbach                   | Hessen              | Landkreis                         |
| KC         | Kronach                | Kronach                   | Beieren             | Landkreis                         |
| KE         | Kempten im Allgäu      |                           | Beieren             | kreisfreie Stadt                  |
| KEH        | Kelheim                | Kelheim                   | Beieren             | Landkreis                         |
| KEL        | Ortenaukreis           | Offenburg                 | Baden-Württemberg   | Landkreis Kehl                    |
| KEM        | Bayreuth               | Bayreuth                  | Beieren             | Landkreis Kemnath                 |
| KEM        | Tirschenreuth          | Tirschenreuth             | Beieren             | Landkreis Kemnath                 |
| KF         | Kaufbeuren             |                           | Beieren             | kreisfreie Stadt                  |
| KG         | Bad Kissingen          | Bad Kissingen             | Beieren             | Landkreis                         |
| KH         | Bad Kreuznach          | Bad Kreuznach             | Rijnland-Palts      | Landkreis                         |
| KI         | Kiel                   |                           | Sleeswijk-Holstein  | kreisfreie Stadt                  |
| KIB        | Donnersbergkreis       | Kirchheimbolanden         | Rijnland-Palts      | Landkreis                         |
| KK         | Viersen                | Viersen                   | Noordrijn-Westfalen | Kreis Kempen-Krefeld              |
| KL         | Kaiserslautern         | Kaiserslautern            | Rijnland-Palts      | kreisfreie Stadt & Landkreis      |
| KLE        | Kleve                  | Kleef                     | Noordrijn-Westfalen | Kreis                             |
| KLZ        | Altmarkkreis Salzwedel | Salzwedel                 | Saksen-Anhalt       | Landkreis Klötze                  |
| KM         | Bautzen                | Bautzen                   | Saksen              | Landkreis Kamenz                  |
| KN         | Konstanz               | Konstanz                  | Baden-Württemberg   | Landkreis                         |
| KO         | Koblenz                |                           | Rijnland-Palts      | kreisfreie Stadt                  |
| KÖN        | Rhön-Grabfeld          | Bad Neustadt an der Saale | Beieren             | Landkreis Königshofen im Grabfeld |
| KÖT        | Anhalt-Bitterfeld      | Köthen                    | Saksen-Anhalt       | Landkreis Köthen                  |
| KÖZ        | Cham                   | Cham                      | Beieren             | Landkreis Kötzting                |
| KR         | Krefeld                |                           | Noordrijn-Westfalen | kreisfreie Stadt                  |
| KRU        | Günzburg               | Günzburg                  | Beieren             | Landkreis Krumbach (Schwaben)     |
| KS         | Kassel                 | Kassel                    | Hessen              | kreisfreie Stadt & Landkreis      |
| KT         | Kitzingen              | Kitzingen                 | Beieren             | Landkreis                         |
| KU         | Kulmbach               | Kulmbach                  | Beieren             | Landkreis                         |
| KÜN        | Hohenlohekreis         | Künzelsau                 | Baden-Württemberg   | Landkreis                         |
| KUS        | Kusel                  | Kusel                     | Rijnland-Palts      | Landkreis                         |
| KW         | Dahme-Spreewald        | Lübben (Spreewald)        | Brandenburg         | Landkreis Königs Wusterhausen     |
| KY         | Ostprignitz-Ruppin     | Neuruppin                 | Brandenburg         | Landkreis Kyritz                  |
| KYF        | Kyffhäuserkreis        | Sondershausen             | Thüringen           | Landkreis                         |

### L

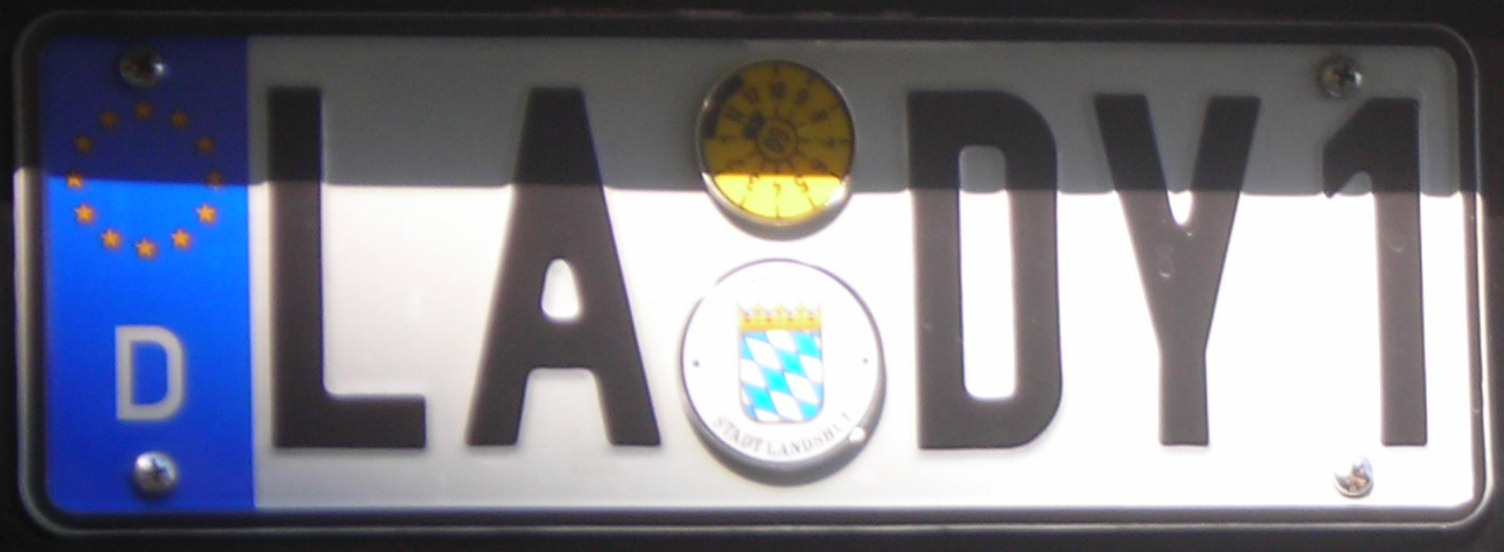
Landshut

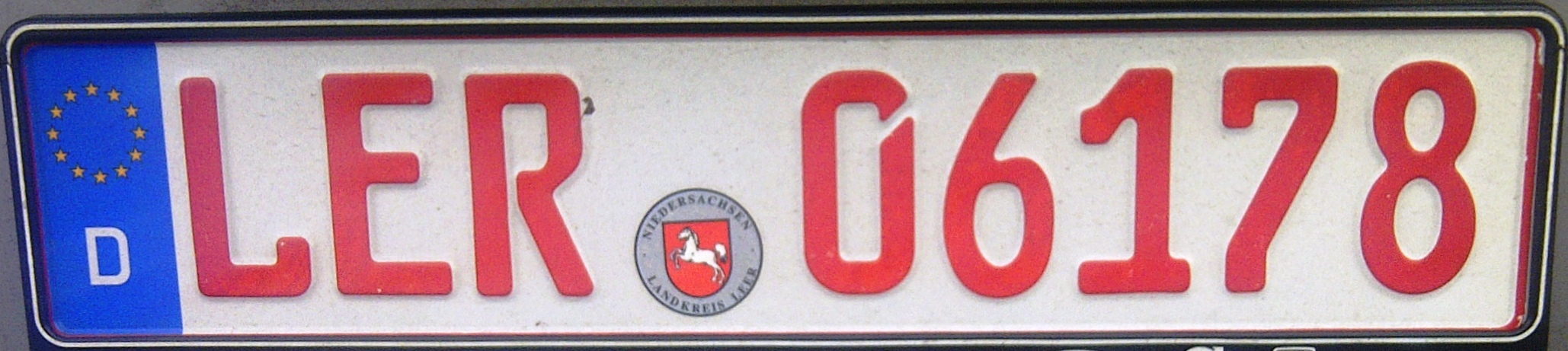
Handelaarskenteken

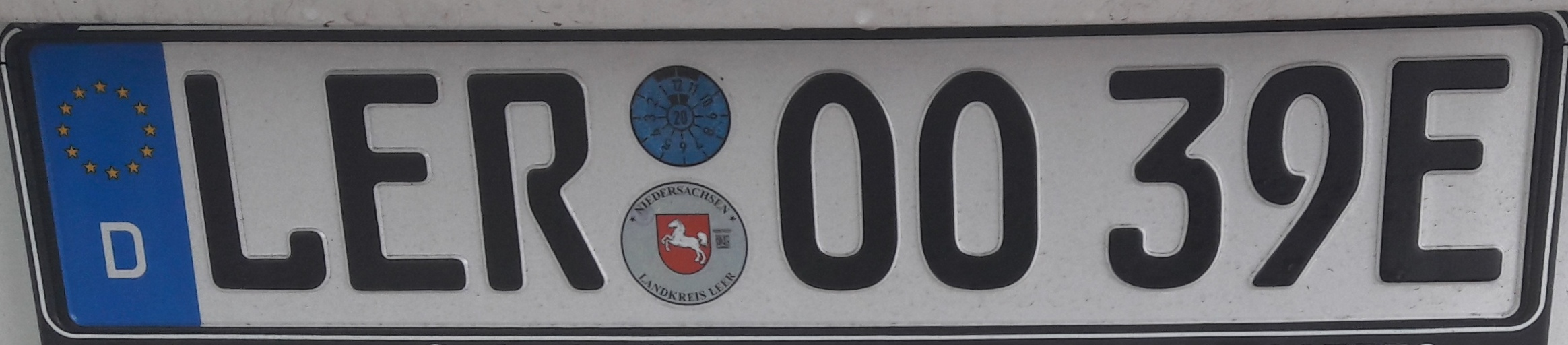
Elektrische auto

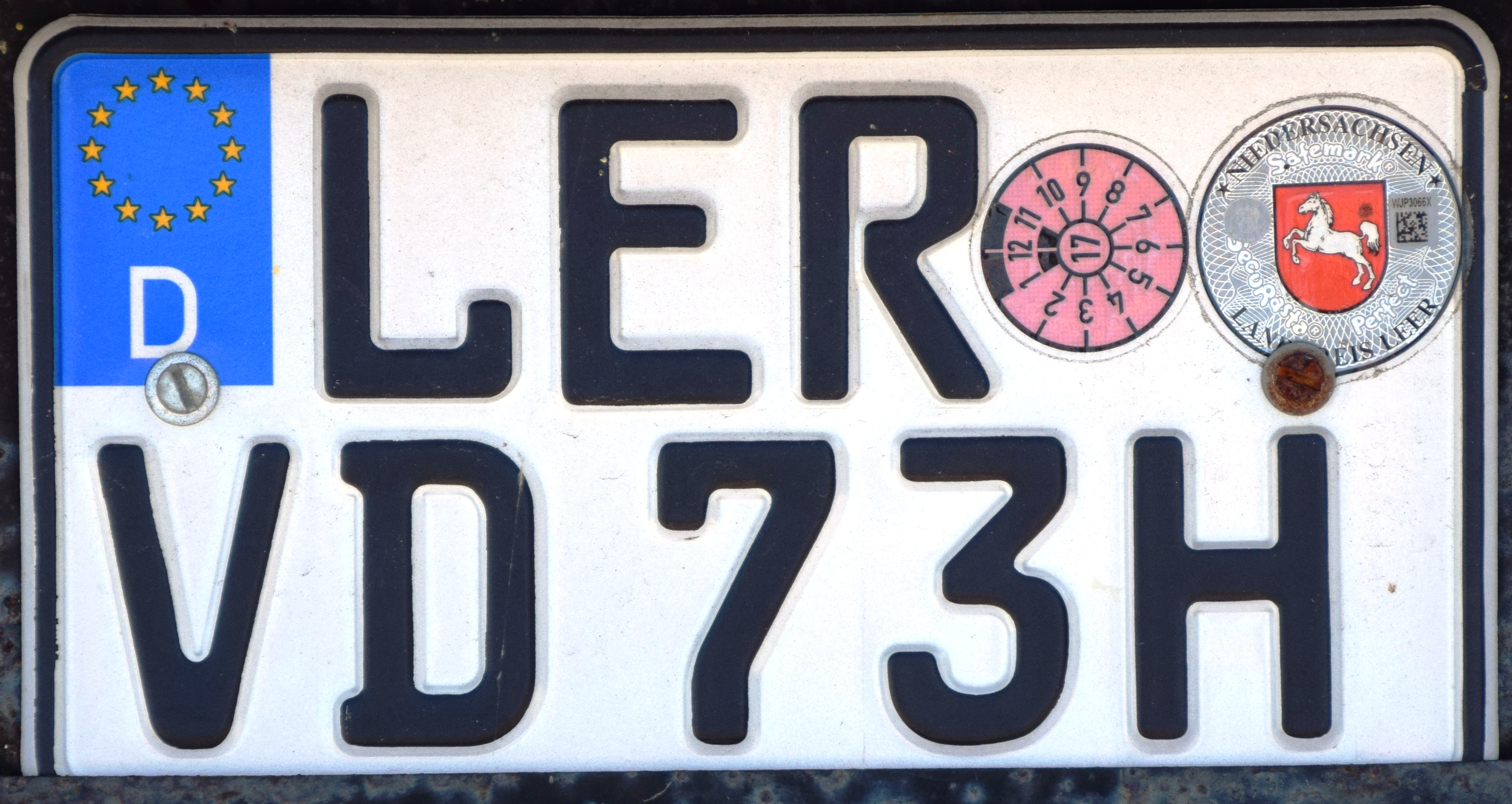
Oldtimer

| Ken- teken | District              | Hoofdstad            | Deelstaat                 | Stadt/Kreis cursief is voormalig |
| ---------- | --------------------- | -------------------- | ------------------------- | -------------------------------- |
| L          | Leipzig               | Landkreis: Borna     | Saksen                    | kreisfreie Stadt & Landkreis     |
| LA         | Landshut              | Landshut             | Beieren                   | kreisfreie Stadt & Landkreis     |
| LAN        | Dingolfing-Landau     | Dingolfing           | Beieren                   | Landkreis Landau an der Isar     |
| LAU        | Nürnberger Land       | Lauf an der Pegnitz  | Beieren                   | Landkreis                        |
| LB         | Ludwigsburg           | Ludwigsburg          | Baden-Württemberg         | Landkreis                        |
| LBS        | Saale-Orla-Kreis      | Schleiz              | Thüringen                 | Landkreis Lobenstein             |
| LBZ        | Ludwigslust-Parchim   | Parchim              | Mecklenburg-Voor-Pommeren | Landkreis Lübz                   |
| LC         | Dahme-Spreewald       | Lübben (Spreewald)   | Brandenburg               | Landkreis Luckau                 |
| LD         | Landau in der Pfalz   |                      | Rijnland-Palts            | kreisfreie Stadt                 |
| LDK        | Lahn-Dill-Kreis       | Wetzlar              | Hessen                    | Landkreis                        |
| LDS        | Dahme-Spreewald       | Lübben (Spreewald)   | Brandenburg               | Landkreis                        |
| LEO        | Böblingen             | Böblingen            | Baden-Württemberg         | Landkreis Leonberg               |
| LER        | Leer                  | Leer (Ostfriesland)  | Nedersaksen               | Landkreis                        |
| LEV        | Leverkusen            |                      | Noordrijn-Westfalen       | kreisfreie Stadt                 |
| LF         | Altötting             | Altötting            | Beieren                   | Landkreis Laufen                 |
| LF         | Berchtesgadener Land  | Bad Reichenhall      | Beieren                   | Landkreis Laufen                 |
| LF         | Traunstein            | Traunstein           | Beieren                   | Landkreis Laufen                 |
| LG         | Lüneburg              | Lüneburg             | Nedersaksen               | Landkreis                        |
| LH         | Coesfeld              | Coesfeld             | Noordrijn-Westfalen       | Kreis Lüdinghausen               |
| LH         | Unna                  | Unna                 | Noordrijn-Westfalen       | Kreis Lüdinghausen               |
| LI         | Lindau                | Lindau               | Beieren                   | Landkreis                        |
| LIB        | Elbe-Elster           | Herzberg (Elster)    | Brandenburg               | Landkreis Bad Liebenwerda        |
| LIF        | Lichtenfels           | Lichtenfels          | Beieren                   | Landkreis                        |
| LIN        | Emsland               | Lingen               | Nedersaksen               | Landkreis Lingen                 |
| LIP        | Lippe                 | Detmold              | Noordrijn-Westfalen       | Kreis                            |
| LL         | Landsberg am Lech     | Landsberg am Lech    | Beieren                   | Landkreis                        |
| LM         | Limburg-Weilburg      | Limburg an der Lahn  | Hessen                    | Landkreis                        |
| LN         | Dahme-Spreewald       | Lübben (Spreewald)   | Brandenburg               | Landkreis Lübben                 |
| LÖ         | Lörrach               | Lörrach              | Baden-Württemberg         | Landkreis                        |
| LÖB        | Görlitz               | Görlitz              | Saksen                    | Landkreis Löbau                  |
| LOS        | Oder-Spree            | Beeskow              | Brandenburg               | Landkreis                        |
| LP         | Soest                 | Soest                | Noordrijn-Westfalen       | Kreis Lippstadt                  |
| LR         | Ortenaukreis          | Offenburg            | Baden-Württemberg         | Landkreis Lahr                   |
| LRO        | Rostock               | Güstrow              | Mecklenburg-Voor-Pommeren | Landkreis                        |
| LSZ        | Unstrut-Hainich-Kreis | Mühlhausen/Thüringen | Thüringen                 | Landkreis Langensalza            |
| LU         | Ludwigshafen am Rhein |                      | Rijnland-Palts            | kreisfreie Stadt                 |
| LÜN        | Unna                  | Unna                 | Noordrijn-Westfalen       | kreisfreie Stadt Lünen           |
| LUP        | Ludwigslust-Parchim   | Parchim              | Mecklenburg-Voor-Pommeren | Landkreis                        |
| LWL        | Ludwigslust-Parchim   | Parchim              | Mecklenburg-Voor-Pommeren | Landkreis Ludwigslust            |

### M

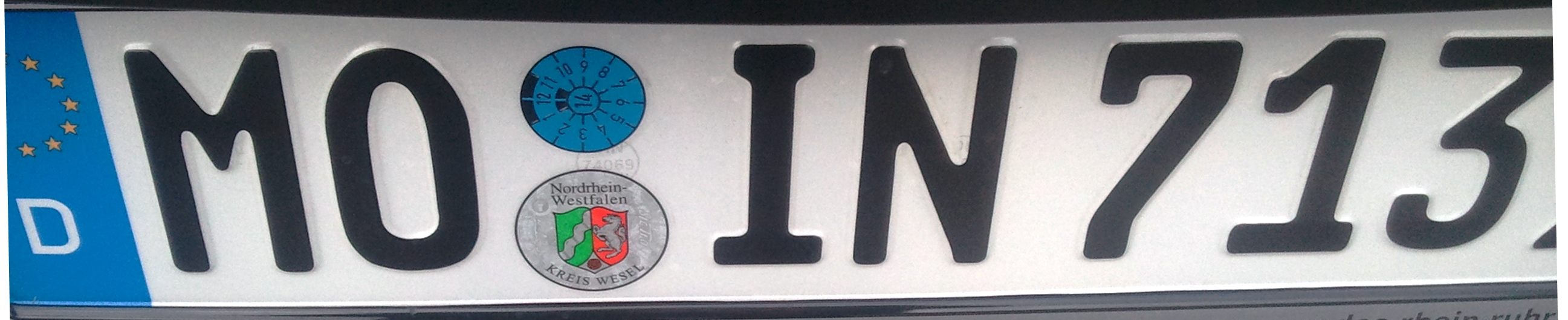
Wesel

| Ken- teken | District                    | Hoofdstad                   | Deelstaat                 | Stadt/Kreis cursief is voormalig |
| ---------- | --------------------------- | --------------------------- | ------------------------- | -------------------------------- |
| M          | München                     |                             | Beieren                   | kreisfreie Stadt & Landkreis     |
| MA         | Mannheim                    |                             | Baden-Württemberg         | Stadtkreis                       |
| MAB        | Erzgebirgskreis             | Annaberg-Buchholz           | Saksen                    | Landkreis Marienberg             |
| MAI        | Kelheim                     | Kelheim                     | Beieren                   | Landkreis Mainburg               |
| MAI        | Landshut                    | Landshut                    | Beieren                   | Landkreis Mainburg               |
| MAK        | Wunsiedel i. Fichtelgebirge | Wunsiedel                   | Beieren                   | kreisfreie Stadt Marktredwitz    |
| MAL        | Landshut                    | Landshut                    | Beieren                   | Landkreis Mallersdorf            |
| MB         | Miesbach                    | Miesbach                    | Beieren                   | Landkreis                        |
| MC         | Mecklenburgische Seenplatte | Neubrandenburg              | Mecklenburg-Voor-Pommeren | Landkreis Malchin                |
| MD         | Maagdenburg                 |                             | Saksen-Anhalt             | kreisfreie Stadt                 |
| ME         | Mettmann                    | Mettmann                    | Noordrijn-Westfalen       | Kreis                            |
| MED        | Dithmarschen                | Heide                       | Sleeswijk-Holstein        | Kreis Süderdithmarschen          |
| MEG        | Schwalm-Eder-Kreis          | Homberg                     | Hessen                    | Landkreis Melsungen              |
| MEI        | Meißen                      | Meißen                      | Saksen                    | Landkreis                        |
| MEK        | Erzgebirgskreis             | Annaberg-Buchholz           | Saksen                    | Mittlerer Erzgebirgskreis        |
| MER        | Saalekreis                  | Merseburg                   | Saksen-Anhalt             | Landkreis Merseburg              |
| MET        | Rhön-Grabfeld               | Bad Neustadt an der Saale   | Beieren                   | Landkreis Mellrichstadt          |
| MG         | Mönchengladbach             |                             | Noordrijn-Westfalen       | kreisfreie Stadt                 |
| MGH        | Main-Tauber-Kreis           | Bad Mergentheim             | Baden-Württemberg         | Landkreis Bad Mergentheim        |
| MGN        | Schmalkalden-Meiningen      | Meiningen                   | Thüringen                 | Landkreis Meiningen              |
| MH         | Mülheim an der Ruhr         |                             | Noordrijn-Westfalen       | kreisfreie Stadt                 |
| MHL        | Unstrut-Hainich-Kreis       | Mühlhausen/Thüringen        | Thüringen                 | Landkreis Mühlhausen             |
| MI         | Minden-Lübbecke             | Minden                      | Noordrijn-Westfalen       | Kreis                            |
| MIL        | Miltenberg                  | Miltenberg                  | Beieren                   | Landkreis                        |
| MK         | Märkischer Kreis            | Lüdenscheid                 | Noordrijn-Westfalen       | Kreis                            |
| MKK        | Main-Kinzig-Kreis           | Gelnhausen                  | Hessen                    | Landkreis                        |
| ML         | Mansfeld-Südharz            | Sangerhausen                | Saksen-Anhalt             | Landkreis Mansfelder Land        |
| MM         | Memmingen                   |                             | Beieren                   | kreisfreie Stadt                 |
| MN         | Unterallgäu                 | Mindelheim                  | Beieren                   | Landkreis                        |
| MO         | Kreis Wesel                 | Wezel                       | Noordrijn-Westfalen       | Kreis Moers                      |
| MOD        | Ostallgäu                   | Marktoberdorf               | Beieren                   | Landkreis Marktoberdorf          |
| MOL        | Märkisch-Oderland           | Bad Freienwalde             | Brandenburg               | Landkreis                        |
| MON        | Aachen                      | Aken                        | Noordrijn-Westfalen       | Kreis Monschau                   |
| MON        | Düren                       | Düren                       | Noordrijn-Westfalen       | Kreis Monschau                   |
| MOS        | Neckar-Odenwald-Kreis       | Mosbach                     | Baden-Württemberg         | Landkreis                        |
| MQ         | Saalekreis                  | Merseburg                   | Saksen-Anhalt             | Landkreis Merseburg-Querfurt     |
| MR         | Marburg-Biedenkopf          | Marburg                     | Hessen                    | Landkreis                        |
| MS         | Münster                     |                             | Noordrijn-Westfalen       | kreisfreie Stadt                 |
| MSE        | Mecklenburgische Seenplatte | Neubrandenburg              | Mecklenburg-Voor-Pommeren | Landkreis                        |
| MSH        | Mansfeld-Südharz            | Sangerhausen                | Saksen-Anhalt             | Landkreis                        |
| MSP        | Main-Spessart               | Karlstadt                   | Beieren                   | Landkreis                        |
| MST        | Mecklenburgische Seenplatte | Neubrandenburg              | Mecklenburg-Voor-Pommeren | Landkreis Mecklenburg-Strelitz   |
| MTK        | Main-Taunus-Kreis           | Hofheim am Taunus           | Hessen                    | Landkreis                        |
| MTL        | Leipzig                     | Borna                       | Saksen                    | Muldentalkreis                   |
| MÜ         | Mühldorf am Inn             | Mühldorf am Inn             | Beieren                   | Landkreis                        |
| MÜB        | Bayreuth                    | Bayreuth                    | Beieren                   | Landkreis Münchberg              |
| MÜB        | Hof                         | Hof                         | Beieren                   | Landkreis Münchberg              |
| MÜB        | Bayreuth                    | Bayreuth                    | Beieren                   | Landkreis Münchberg              |
| MÜR        | Mecklenburgische Seenplatte | Neubrandenburg              | Mecklenburg-Voor-Pommeren | Landkreis Müritz                 |
| MW         | Mittelsachsen               | Freiberg                    | Saksen                    | Landkreis Mittweida              |
| MY         | Mayen-Koblenz               | Koblenz                     | Rijnland-Palts            | Landkreis Mayen                  |
| MYK        | Mayen-Koblenz               | Koblenz                     | Rijnland-Palts            | Landkreis                        |
| MZ         | Mainz en Mainz-Bingen       | Mainz en Ingelheim am Rhein | Rijnland-Palts            | kreisfreie Stadt & Landkreis     |
| MZG        | Merzig-Wadern               | Merzig / Saar               | Saarland                  | Landkreis                        |

### N

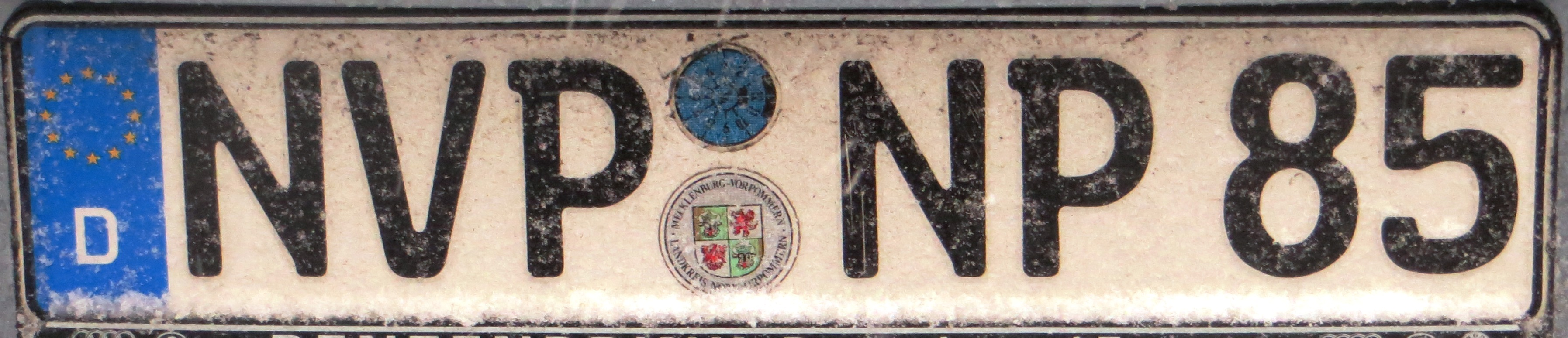
Nordvorpommern

| Ken- teken | District                            | Hoofdstad                 | Deelstaat                 | Stadt/Kreis cursief is voormalig        |
| ---------- | ----------------------------------- | ------------------------- | ------------------------- | --------------------------------------- |
| N          | Neurenberg                          |                           | Beieren                   | kreisfreie Stadt                        |
| N          | Nürnberger Land                     | Lauf an der Pegnitz       | Beieren                   | Landkreis Nürnberg                      |
| NAB        | Amberg-Sulzbach                     | Amberg                    | Beieren                   | Landkreis Nabburg                       |
| NAB        | Schwandorf                          | Schwandorf                | Beieren                   | Landkreis Nabburg                       |
| NAI        | Hof                                 | Hof                       | Beieren                   | Landkreis Naila                         |
| NAU        | Havelland                           | Rathenow                  | Brandenburg               | Landkreis Nauen                         |
| NB         | Neubrandenburg                      |                           | Mecklenburg-Voor-Pommeren | große kreisangehörige Stadt             |
| ND         | Neuburg-Schrobenhausen              | Neuburg an der Donau      | Beieren                   | Landkreis                               |
| NDH        | Nordhausen                          | Nordhausen                | Thüringen                 | Landkreis                               |
| NE         | Rhein-Kreis Neuss                   | Neuss                     | Noordrijn-Westfalen       | Kreis                                   |
| NEA        | Neustadt an der Aisch-Bad Windsheim | Neustadt an der Aisch     | Beieren                   | Landkreis                               |
| NEB        | Burgenlandkreis                     | Naumburg                  | Saksen-Anhalt             | Landkreis Nebra                         |
| NEC        | Coburg                              | Coburg                    | Beieren                   | kreisfreie Stadt Neustadt bei Coburg    |
| NEN        | Schwandorf                          | Schwandorf                | Beieren                   | Landkreis Neunburg vorm Wald            |
| NES        | Rhön-Grabfeld                       | Bad Neustadt an der Saale | Beieren                   | Landkreis                               |
| NEW        | Neustadt an der Waldnaab            | Neustadt an der Waldnaab  | Beieren                   | Landkreis                               |
| NF         | Noord-Friesland                     | Husum                     | Sleeswijk-Holstein        | Kreis                                   |
| NH         | Sonneberg                           | Sonneberg                 | Thüringen                 | Landkreis Neuhaus                       |
| NI         | Nienburg                            | Nienburg/Weser            | Nedersaksen               | Landkreis                               |
| NK         | Landkreis Neunkirchen / Saar        | Neunkirchen               | Saarland                  | Landkreis                               |
| NM         | Neumarkt in der Oberpfalz           | Neumarkt in der Oberpfalz | Beieren                   | Landkreis                               |
| NMB        | Burgenlandkreis                     | Naumburg                  | Saksen-Anhalt             | Landkreis Naumburg                      |
| NMS        | Neumünster                          |                           | Sleeswijk-Holstein        | kreisfreie Stadt                        |
| NÖ         | Donau-Ries                          | Donauwörth                | Beieren                   | kreisfreie Stadt & Landkreis Nördlingen |
| NOH        | Grafschaft Bentheim                 | Nordhorn                  | Nedersaksen               | Landkreis                               |
| NOL        | Görlitz                             | Görlitz                   | Saksen                    | Niederschlesischer Oberlausitzkreis     |
| NOM        | Northeim                            | Northeim                  | Nedersaksen               | Landkreis                               |
| NOR        | Aurich                              | Aurich                    | Nedersaksen               | Landkreis Norden                        |
| NP         | Ostprignitz-Ruppin                  | Neuruppin                 | Brandenburg               | Landkreis Neuruppin                     |
| NR         | Neuwied / Rhein                     | Neuwied                   | Rijnland-Palts            | Landkreis                               |
| NT         | Esslingen                           | Esslingen                 | Baden-Württemberg         | Landkreis Nürtingen                     |
| NU         | Neu-Ulm                             | Neu-Ulm                   | Beieren                   | Landkreis                               |
| NVP        | Vorpommern-Rügen                    | Greifswald                | Mecklenburg-Voor-Pommeren | Landkreis Nordvorpommern                |
| NW         | Neustadt an der Weinstraße          |                           | Rijnland-Palts            | kreisfreie Stadt                        |
| NWM        | Nordwestmecklenburg                 | Wismar                    | Mecklenburg-Voor-Pommeren | Landkreis                               |
| NY         | Görlitz                             | Görlitz                   | Saksen                    | Landkreis Niesky                        |
| NZ         | Mecklenburgische Seenplatte         | Neubrandenburg            | Mecklenburg-Voor-Pommeren | Landkreis Neustrelitz                   |

### O

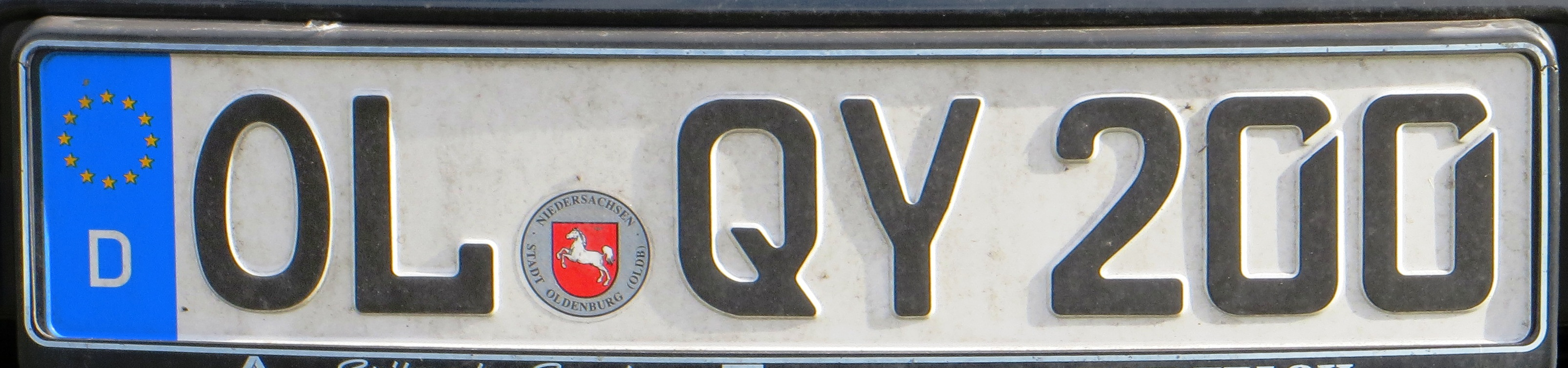
Oldenburg

| Ken- teken | District                       | Hoofdstad               | Deelstaat           | Stadt/Kreis cursief is voormalig           |
| ---------- | ------------------------------ | ----------------------- | ------------------- | ------------------------------------------ |
| OA         | Oberallgäu                     | Sonthofen               | Beieren             | Landkreis                                  |
| OAL        | Ostallgäu                      | Marktoberdorf           | Beieren             | Landkreis                                  |
| OB         | Oberhausen                     |                         | Noordrijn-Westfalen | kreisfreie Stadt                           |
| OBB        | Miltenberg                     | Miltenberg              | Beieren             | Landkreis Obernburg am Main                |
| OBG        | Stendal                        | Stendal                 | Saksen-Anhalt       | Landkreis Osterburg                        |
| OC         | Börde                          | Haldensleben            | Saksen-Anhalt       | Landkreis Oschersleben                     |
| OCH        | Würzburg                       | Würzburg                | Beieren             | Landkreis Ochsenfurt                       |
| OD         | Stormarn                       | Bad Oldesloe            | Sleeswijk-Holstein  | Kreis                                      |
| OE         | Olpe                           | Olpe                    | Noordrijn-Westfalen | Kreis                                      |
| OF         | Offenbach am Main en Offenbach | Landkreis: Dietzenbach  | Hessen              | kreisfreie Stadt & Landkreis               |
| OG         | Ortenaukreis                   | Offenburg               | Baden-Württemberg   | Landkreis                                  |
| OH         | Ostholstein                    | Eutin                   | Sleeswijk-Holstein  | Kreis                                      |
| OHA        | Göttingen                      | Göttingen               | Nedersaksen         | Landkreis Osterode am Harz                 |
| ÖHR        | Hohenlohekreis                 | Künzelsau               | Baden-Württemberg   | Landkreis Öhringen                         |
| OHV        | Oberhavel                      | Oranienburg (stad)      | Brandenburg         | Landkreis                                  |
| OHZ        | Osterholz                      | Osterholz-Scharmbeck    | Nedersaksen         | Landkreis                                  |
| OK         | Börde                          | Haldensleben            | Saksen-Anhalt       | Ohrekreis                                  |
| OL         | Oldenburg (Oldb) en Oldenburg  | Landkreis: Wildeshausen | Nedersaksen         | kreisfreie Stadt & Landkreis               |
| OP         | Leverkusen                     |                         | Noordrijn-Westfalen | Rhein-Wupper-Kreis (Opladen)               |
| OPR        | Ostprignitz-Ruppin             | Neuruppin               | Brandenburg         | Landkreis                                  |
| OS         | Osnabrück                      | Osnabrück               | Nedersaksen         | kreisfreie Stadt & Landkreis               |
| OSL        | Oberspreewald-Lausitz          | Senftenberg             | Brandenburg         | Landkreis                                  |
| OVI        | Schwandorf                     | Schwandorf              | Beieren             | Landkreis Oberviechtach                    |
| OVL        | Vogtlandkreis                  | Plauen                  | Saksen              | Landkreis Klingenthal & Landkreis Oelsnitz |
| OZ         | Nordsachsen                    | Torgau                  | Saksen              | Landkreis Oschatz                          |

### P

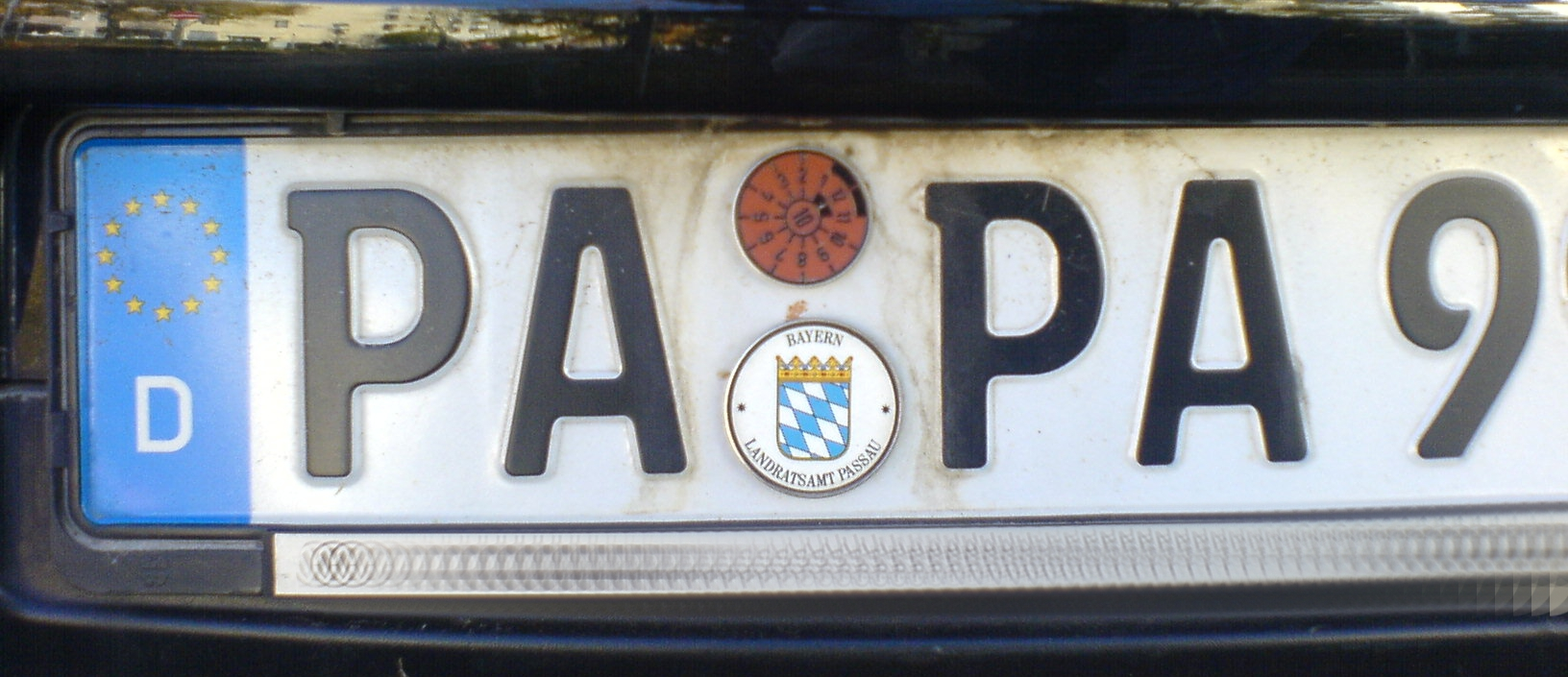
Passau

| Ken- teken | District                         | Hoofdstad                 | Deelstaat                 | Stadt/Kreis cursief is voormalig    |
| ---------- | -------------------------------- | ------------------------- | ------------------------- | ----------------------------------- |
| P          | Potsdam                          |                           | Brandenburg               | kreisfreie Stadt                    |
| PA         | Passau                           | Passau                    | Beieren                   | kreisfreie Stadt & Landkreis        |
| PAF        | Pfaffenhofen an der Ilm          | Pfaffenhofen an der Ilm   | Beieren                   | Kreis                               |
| PAN        | Rottal-Inn                       | Pfarrkirchen              | Beieren                   | Landkreis                           |
| PAR        | Kelheim                          | Kelheim                   | Beieren                   | Landkreis Parsberg                  |
| PAR        | Neumarkt in der Oberpfalz        | Neumarkt in der Oberpfalz | Beieren                   | Landkreis Parsberg                  |
| PB         | Paderborn                        | Paderborn                 | Noordrijn-Westfalen       | Kreis                               |
| PCH        | Ludwigslust-Parchim              | Parchim                   | Mecklenburg-Voor-Pommeren | Landkreis Parchim                   |
| PE         | Peine                            | Peine                     | Nedersaksen               | Landkreis                           |
| PEG        | Bayreuth                         | Bayreuth                  | Beieren                   | Landkreis Pegnitz                   |
| PEG        | Forchheim                        | Forchheim                 | Beieren                   | Landkreis Pegnitz                   |
| PEG        | Nürnberger Land                  | Lauf an der Pegnitz       | Beieren                   | Landkreis Pegnitz                   |
| PF         | Pforzheim en Enzkreis            | Pforzheim                 | Baden-Württemberg         | Stadtkreis & Landkreis              |
| PI         | Pinneberg                        | Pinneberg                 | Sleeswijk-Holstein        | Kreis                               |
| PIR        | Sächsische Schweiz-Osterzgebirge | Pirna                     | Saksen                    | Landkreis                           |
| PL         | Vogtlandkreis                    | Plauen                    | Saksen                    | kreisfreie Stadt & Landkreis Plauen |
| PLÖ        | Plön / Holstein                  | Plön                      | Sleeswijk-Holstein        | Kreis                               |
| PM         | Potsdam-Mittelmark               | Belzig                    | Brandenburg               | Landkreis                           |
| PN         | Saale-Orla-Kreis                 | Schleiz                   | Thüringen                 | Landkreis Pößneck                   |
| PR         | Prignitz                         | Perleberg                 | Brandenburg               | Landkreis                           |
| PRÜ        | Eifelkreis Bitburg-Prüm          | Bitburg                   | Rijnland-Palts            | Landkreis Prüm                      |
| PS         | Pirmasens en Südwestpfalz        | Pirmasens                 | Rijnland-Palts            | kreisfreie Stadt & Landkreis        |
| PW         | Vorpommern-Greifswald            | Greifswald                | Mecklenburg-Voor-Pommeren | Landkreis Pasewalk                  |
| PZ         | Uckermark                        | Prenzlau                  | Brandenburg               | Landkreis Prenzlau                  |

### Q

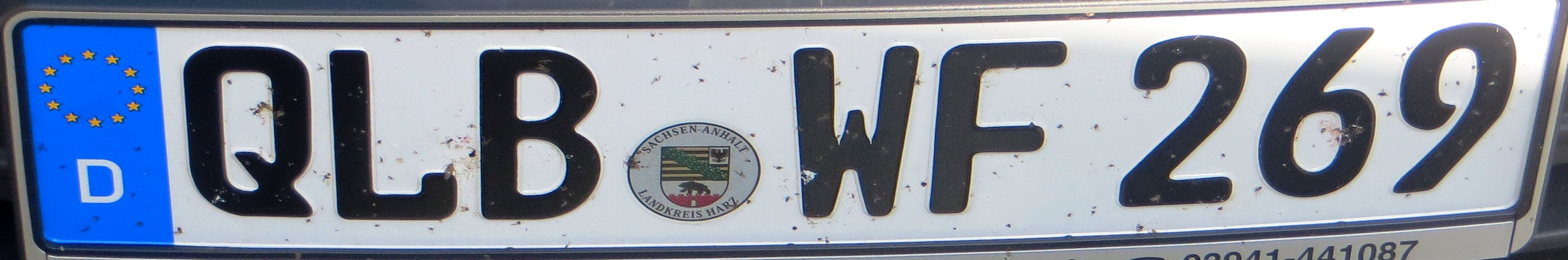
Quedlinburg

| Ken- teken | District   | Hoofdstad   | Deelstaat     | Stadt/Kreis cursief is voormalig |
| ---------- | ---------- | ----------- | ------------- | -------------------------------- |
| QFT        | Saalekreis | Merseburg   | Saksen-Anhalt | Landkreis Querfurt               |
| QLB        | Harz       | Halberstadt | Saksen-Anhalt | Landkreis Quedlinburg            |

### R

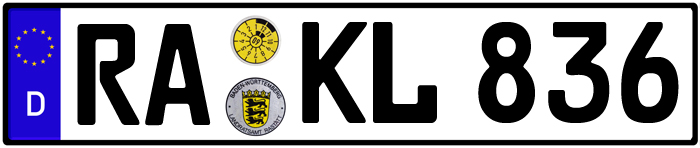
Rastatt

| Ken- teken | District                    | Hoofdstad             | Deelstaat                 | Stadt/Kreis cursief is voormalig                      |
| ---------- | --------------------------- | --------------------- | ------------------------- | ----------------------------------------------------- |
| R          | Regensburg                  | Regensburg            | Beieren                   | kreisfreie Stadt & Landkreis                          |
| RA         | Rastatt                     | Rastatt               | Baden-Württemberg         | Landkreis                                             |
| RC         | Vogtlandkreis               | Plauen                | Saksen                    | Landkreis Reichenbach                                 |
| RD         | Rendsburg-Eckernförde       | Rendsburg             | Sleeswijk-Holstein        | Kreis                                                 |
| RDG        | Vorpommern-Rügen            | Greifswald            | Mecklenburg-Voor-Pommeren | Landkreis Ribnitz-Damgarten                           |
| RE         | Recklinghausen              | Recklinghausen        | Noordrijn-Westfalen       | Kreis                                                 |
| REG        | Regen                       | Regen                 | Beieren                   | Landkreis                                             |
| REH        | Hof                         | Hof                   | Beieren                   | Landkreis Rehau                                       |
| REH        | Wunsiedel i. Fichtelgebirge | Wunsiedel             | Beieren                   | Landkreis Rehau                                       |
| REI        | Berchtesgadener Land        | Bad Reichenhall       | Beieren                   | kreisfreie Stadt Bad Reichenhall                      |
| RG         | Meißen                      | Meißen                | Saksen                    | Landkreis Riesa-Großenhain                            |
| RH         | Roth                        | Roth bei Nürnberg     | Beieren                   | Landkreis                                             |
| RI         | Schaumburg                  | Stadthagen            | Nedersaksen               | Landkreis Grafschaft Schaumburg                       |
| RID        | Kelheim                     | Kelheim               | Beieren                   | Landkreis Riedenburg                                  |
| RIE        | Meißen                      | Meißen                | Saksen                    | Landkreis Riesa                                       |
| RL         | Mittelsachsen               | Freiberg              | Saksen                    | Landkreis Rochlitz                                    |
| RM         | Mecklenburgische Seenplatte | Neubrandenburg        | Mecklenburg-Voor-Pommeren | Landkreis Röbel/Müritz                                |
| RN         | Havelland                   | Rathenow              | Brandenburg               | Landkreis Rathenow                                    |
| RO         | Rosenheim                   | Rosenheim             | Beieren                   | kreisfreie Stadt & Landkreis                          |
| ROD        | Cham                        | Cham                  | Beieren                   | Landkreis Roding                                      |
| ROD        | Schwandorf                  | Schwandorf            | Beieren                   | Landkreis Roding                                      |
| ROF        | Hersfeld-Rotenburg          | Bad Hersfeld          | Hessen                    | Landkreis Rotenburg (Fulda)                           |
| ROK        | Donnersbergkreis            | Kirchheimbolanden     | Rijnland-Palts            | Landkreis Rockenhausen                                |
| ROL        | Kelheim                     | Kelheim               | Beieren                   | Landkreis Rottenburg an der Laaber                    |
| ROL        | Landshut                    | Landshut              | Beieren                   | Landkreis Rottenburg an der Laaber                    |
| ROS        | Rostock                     | Güstrow               | Mecklenburg-Voor-Pommeren | Landkreis Rostock                                     |
| ROT        | Ansbach                     | Ansbach               | Beieren                   | kreisfreie Stadt & Landkreis Rothenburg ob der Tauber |
| ROW        | Rotenburg (Wümme)           | Rotenburg             | Nedersaksen               | Landkreis                                             |
| RP         | Rhein-Pfalz-Kreis           | Ludwigshafen am Rhein | Rijnland-Palts            | Landkreis                                             |
| RS         | Remscheid                   |                       | Noordrijn-Westfalen       | kreisfreie Stadt                                      |
| RSL        | Dessau-Roßlau               |                       | Saksen-Anhalt             | Landkreis Roßlau                                      |
| RT         | Reutlingen                  | Reutlingen            | Baden-Württemberg         | Landkreis                                             |
| RU         | Saalfeld-Rudolstadt         | Saalfeld              | Thüringen                 | Landkreis Rudolstadt                                  |
| RÜD        | Rheingau-Taunus-Kreis       | Rüdesheim am Rhein    | Hessen                    | Landkreis                                             |
| RÜG        | Vorpommern-Rügen            | Greifswald            | Mecklenburg-Voor-Pommeren | Landkreis Rügen                                       |
| RV         | Ravensburg                  | Ravensburg            | Baden-Württemberg         | Landkreis                                             |
| RW         | Rottweil                    | Rottweil              | Baden-Württemberg         | Landkreis                                             |
| RZ         | Kreis Herzogtum Lauenburg   | Ratzeburg             | Sleeswijk-Holstein        | Kreis                                                 |

### S

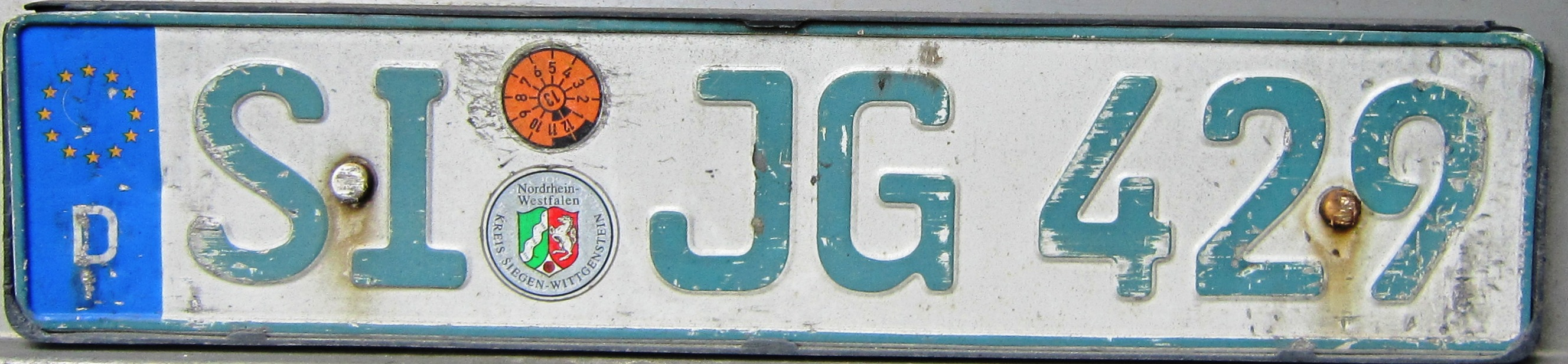
Siegen-Wittgenstein

| Ken- teken | District                            | Hoofdstad              | Deelstaat                 | Stadt/Kreis cursief is voormalig      |
| ---------- | ----------------------------------- | ---------------------- | ------------------------- | ------------------------------------- |
| S          | Stuttgart                           |                        | Baden-Württemberg         | Stadtkreis                            |
| SAB        | Trier-Saarburg                      | Trier                  | Rijnland-Palts            | Landkreis Saarburg                    |
| SAD        | Schwandorf                          | Schwandorf             | Beieren                   | Landkreis                             |
| SAN        | Kronach                             | Kronach                | Beieren                   | Landkreis Stadtsteinach               |
| SAN        | Kulmbach                            | Kulmbach               | Beieren                   | Landkreis Stadtsteinach               |
| SAW        | Altmarkkreis Salzwedel              | Salzwedel              | Saksen-Anhalt             | Landkreis                             |
| SB         | Regionalverband Saarbrücken         | Saarbrücken            | Saarland                  | Regionalverband (verbond in de regio) |
| SBG        | Vorpommern-Greifswald               | Greifswald             | Mecklenburg-Voor-Pommeren | Landkreis Strasburg                   |
| SBK        | Salzlandkreis                       | Bernburg               | Saksen-Anhalt             | Landkreis Schönebeck                  |
| SC         | Schwabach                           |                        | Beieren                   | kreisfreie Stadt                      |
| SCZ        | Saale-Orla-Kreis                    | Schleiz                | Thüringen                 | Landkreis Schleiz                     |
| SDH        | Kyffhäuserkreis                     | Sondershausen          | Thüringen                 | Landkreis Sondershausen               |
| SDL        | Stendal                             | Stendal                | Saksen-Anhalt             | Landkreis                             |
| SDT        | Uckermark                           | Prenzlau               | Brandenburg               | kreisfreie Stadt Schwedt/Oder         |
| SE         | Segeberg                            | Bad Segeberg           | Sleeswijk-Holstein        | Kreis                                 |
| SEB        | Sächsische Schweiz-Osterzgebirge    | Pirna                  | Saksen                    | Landkreis Sebnitz                     |
| SEE        | Märkisch-Oderland                   | Bad Freienwalde        | Brandenburg               | Landkreis Seelow                      |
| SEF        | Neustadt an der Aisch-Bad Windsheim | Neustadt an der Aisch  | Beieren                   | Landkreis Scheinfeld                  |
| SEL        | Wunsiedel i. Fichtelgebirge         | Wunsiedel              | Beieren                   | kreisfreie Stadt Selb                 |
| SFB        | Oberspreewald-Lausitz               | Senftenberg            | Brandenburg               | Landkreis Senftenberg                 |
| SFT        | Salzlandkreis                       | Bernburg               | Saksen-Anhalt             | Landkreis Staßfurt                    |
| SG         | Solingen                            |                        | Noordrijn-Westfalen       | kreisfreie Stadt                      |
| SGH        | Mansfeld-Südharz                    | Sangerhausen           | Saksen-Anhalt             | Landkreis Sangerhausen                |
| SHA        | Schwäbisch Hall                     | Schwäbisch Hall        | Baden-Württemberg         | Landkreis                             |
| SHG        | Schaumburg                          | Stadthagen             | Nedersaksen               | Landkreis                             |
| SHK        | Saale-Holzland-Kreis                | Eisenberg              | Thüringen                 | Landkreis                             |
| SHL        | Suhl                                |                        | Thüringen                 | kreisfreie Stadt                      |
| SI         | Siegen-Wittgenstein                 | Siegen                 | Noordrijn-Westfalen       | Landkreis                             |
| SIG        | Sigmaringen                         | Sigmaringen            | Baden-Württemberg         | Landkreis                             |
| SIM        | Rhein-Hunsrück-Kreis                | Simmern                | Rijnland-Palts            | Landkreis                             |
| SK         | Saalekreis                          | Halle (Saale)          | Saksen-Anhalt             | Landkreis                             |
| SL         | Sleeswijk-Flensburg                 | Sleeswijk              | Sleeswijk-Holstein        | Kreis                                 |
| SLE        | Düren                               | Düren                  | Noordrijn-Westfalen       | Kreis Schleiden                       |
| SLE        | Euskirchen                          | Euskirchen             | Noordrijn-Westfalen       | Kreis Schleiden                       |
| SLF        | Saalfeld-Rudolstadt                 | Saalfeld               | Thüringen                 | Landkreis                             |
| SLK        | Salzlandkreis                       | Bernburg               | Saksen-Anhalt             | Landkreis                             |
| SLN        | Altenburger Land                    | Altenburg              | Thüringen                 | Landkreis Schmölln                    |
| SLS        | Saarlouis                           | Saarlouis              | Saarland                  | Landkreis                             |
| SLÜ        | Main-Kinzig-Kreis                   | Gelnhausen             | Hessen                    | Landkreis Schlüchtern                 |
| SLZ        | Wartburgkreis                       | Bad Salzungen          | Thüringen                 | Landkreis Bad Salzungen               |
| SM         | Schmalkalden-Meiningen              | Meiningen              | Thüringen                 | Landkreis                             |
| SMÜ        | Augsburg                            | Augsburg               | Beieren                   | Landkreis Schwabmünchen               |
| SN         | Schwerin                            |                        | Mecklenburg-Voor-Pommeren | kreisfreie Stadt                      |
| SO         | Soest                               | Soest                  | Noordrijn-Westfalen       | Kreis                                 |
| SOB        | Neuburg-Schrobenhausen              | Neuburg an der Donau   | Beieren                   | Landkreis Schrobenhausen              |
| SOG        | Weilheim-Schongau                   | Weilheim in Oberbayern | Beieren                   | Landkreis Schongau                    |
| SOK        | Saale-Orla-Kreis                    | Schleiz                | Thüringen                 | Landkreis                             |
| SÖM        | Sömmerda                            | Sömmerda               | Thüringen                 | Landkreis                             |
| SON        | Sonneberg                           | Sonneberg              | Thüringen                 | Landkreis                             |
| SP         | Speyer                              |                        | Rijnland-Palts            | kreisfreie Stadt                      |
| SPB        | Spree-Neiße                         | Forst (Lausitz)        | Brandenburg               | Landkreis Spremberg                   |
| SPN        | Spree-Neiße                         | Forst (Lausitz)        | Brandenburg               | Landkreis                             |
| SR         | Straubing-Bogen                     | Straubing              | Beieren                   | kreisfreie Stadt & Landkreis          |
| SRB        | Märkisch-Oderland                   | Bad Freienwalde        | Brandenburg               | Landkreis Strausberg                  |
| SRO        | Saale-Holzland-Kreis                | Eisenberg              | Thüringen                 | Landkreis Stadtroda                   |
| ST         | Steinfurt                           | Steinfurt              | Noordrijn-Westfalen       | Kreis                                 |
| STA        | Starnberg                           | Starnberg              | Beieren                   | Landkreis                             |
| STB        | Ludwigslust-Parchim                 | Parchim                | Mecklenburg-Voor-Pommeren | Landkreis Sternberg                   |
| STD        | Stade                               | Stade                  | Nedersaksen               | Landkreis                             |
| STE        | Lichtenfels                         | Lichtenfels            | Beieren                   | Landkreis Staffelstein                |
| STL        | Erzgebirgskreis                     | Annaberg-Buchholz      | Saksen                    | Landkreis Stollberg                   |
| SU         | Rhein-Sieg-Kreis                    | Siegburg               | Noordrijn-Westfalen       | Kreis                                 |
| SUL        | Amberg-Sulzbach                     | Amberg                 | Beieren                   | Landkreis Sulzbach-Rosenberg          |
| SÜW        | Südliche Weinstraße                 | Landau in der Pfalz    | Rijnland-Palts            | Landkreis                             |
| SW         | Schweinfurt                         | Schweinfurt            | Beieren                   | kreisfreie Stadt & Landkreis          |
| SWA        | Rheingau-Taunus-Kreis               | Bad Schwalbach         | Hessen                    | Untertaunuskreis                      |
| SY         | Diepholz                            | Diepholz               | Nedersaksen               | Landkreis Grafschaft Hoya             |
| SZ         | Salzgitter                          |                        | Nedersaksen               | kreisfreie Stadt                      |
| SZB        | Erzgebirgskreis                     | Annaberg-Buchholz      | Saksen                    | Landkreis Schwarzenberg               |

### T

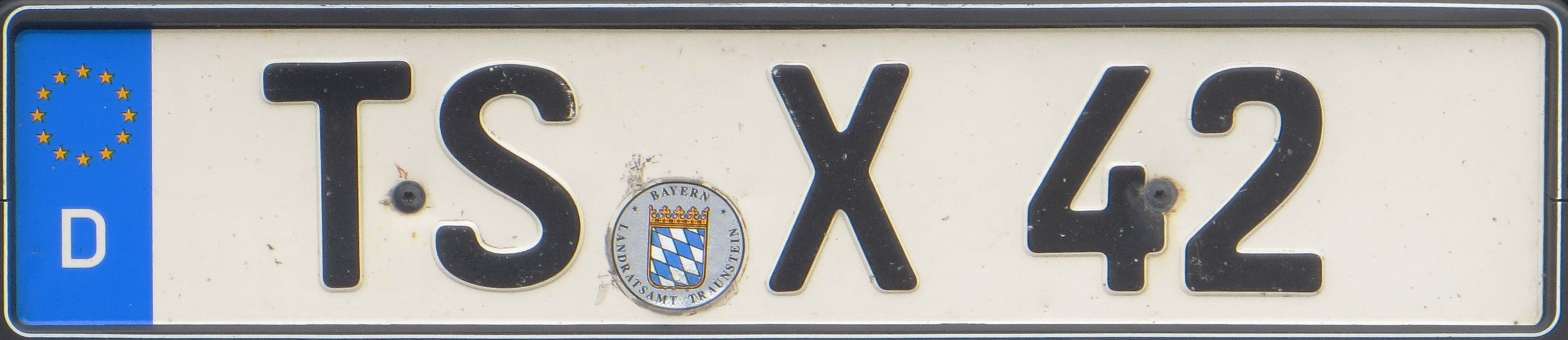
Traunstein

| Ken- teken | District                | Hoofdstad          | Deelstaat                 | Stadt/Kreis cursief is voormalig |
| ---------- | ----------------------- | ------------------ | ------------------------- | -------------------------------- |
| TBB        | Main-Tauber-Kreis       | Tauberbischofsheim | Baden-Württemberg         | Landkreis                        |
| TDO        | Nordsachsen             | Torgau             | Saksen                    | Landkreis                        |
| TE         | Steinfurt               | Steinfurt          | Noordrijn-Westfalen       | Kreis Tecklenburg                |
| TET        | Rostock                 | Güstrow            | Mecklenburg-Voor-Pommeren | Landkreis Teterow                |
| TF         | Teltow-Fläming          | Luckenwalde        | Brandenburg               | Landkreis                        |
| TG         | Nordsachsen             | Torgau             | Saksen                    | Landkreis Torgau                 |
| TIR        | Tirschenreuth           | Tirschenreuth      | Beieren                   | Landkreis                        |
| TO         | Nordsachsen             | Torgau             | Saksen                    | Landkreis Torgau-Oschatz         |
| TÖL        | Bad Tölz-Wolfratshausen | Bad Tölz           | Beieren                   | Landkreis                        |
| TP         | Uckermark               | Prenzlau           | Brandenburg               | Landkreis Templin                |
| TR         | Trier-Saarburg          | Trier              | Rijnland-Palts            | kreisfreie Stadt & Landkreis     |
| TS         | Traunstein              | Traunstein         | Beieren                   | Landkreis                        |
| TÜ         | Tübingen                | Tübingen           | Baden-Württemberg         | Landkreis                        |
| TUT        | Tuttlingen              | Tuttlingen         | Baden-Württemberg         | Landkreis                        |

### U

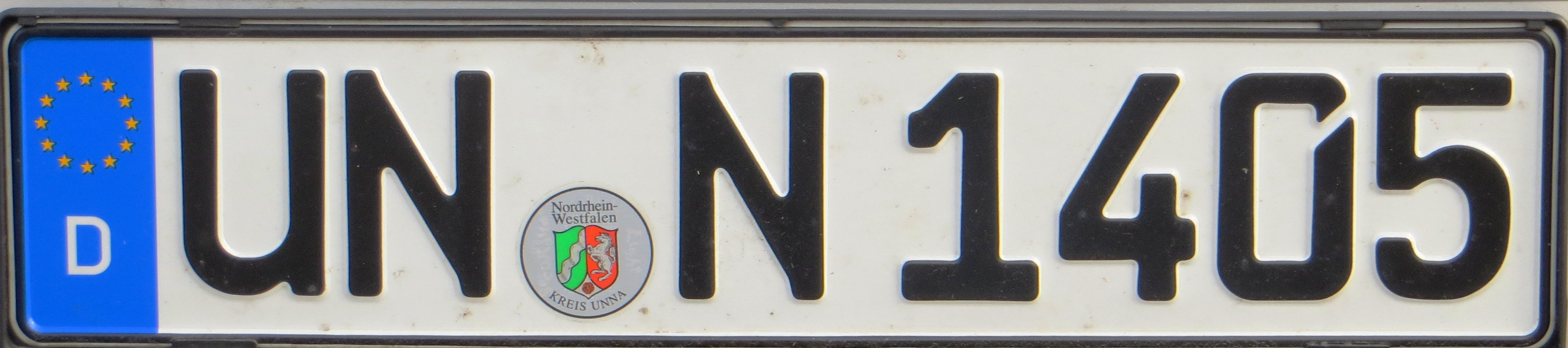
Unna

| Ken- teken | District                            | Hoofdstad                | Deelstaat                 | Stadt/Kreis cursief is voormalig |
| ---------- | ----------------------------------- | ------------------------ | ------------------------- | -------------------------------- |
| UE         | Uelzen                              | Uelzen                   | Nedersaksen               | Landkreis                        |
| UEM        | Vorpommern-Greifswald               | Greifswald               | Mecklenburg-Voor-Pommeren | Landkreis Ueckermünde            |
| UFF        | Neustadt an der Aisch-Bad Windsheim | Neustadt an der Aisch    | Beieren                   | Landkreis Uffenheim              |
| UH         | Unstrut-Hainich-Kreis               | Mühlhausen/Thüringen     | Thüringen                 | Landkreis                        |
| UL         | Ulm / Donau en Alb-Donau-Kreis      | Ulm / Donau              | Baden-Württemberg         | Stadtkreis & Landkreis           |
| UM         | Uckermark                           | Prenzlau                 | Brandenburg               | Landkreis                        |
| UN         | Unna                                | Unna                     | Noordrijn-Westfalen       | Kreis                            |
| USI        | Hochtaunuskreis                     | Bad Homburg vor der Höhe | Hessen                    | Landkreis Usingen                |

### V

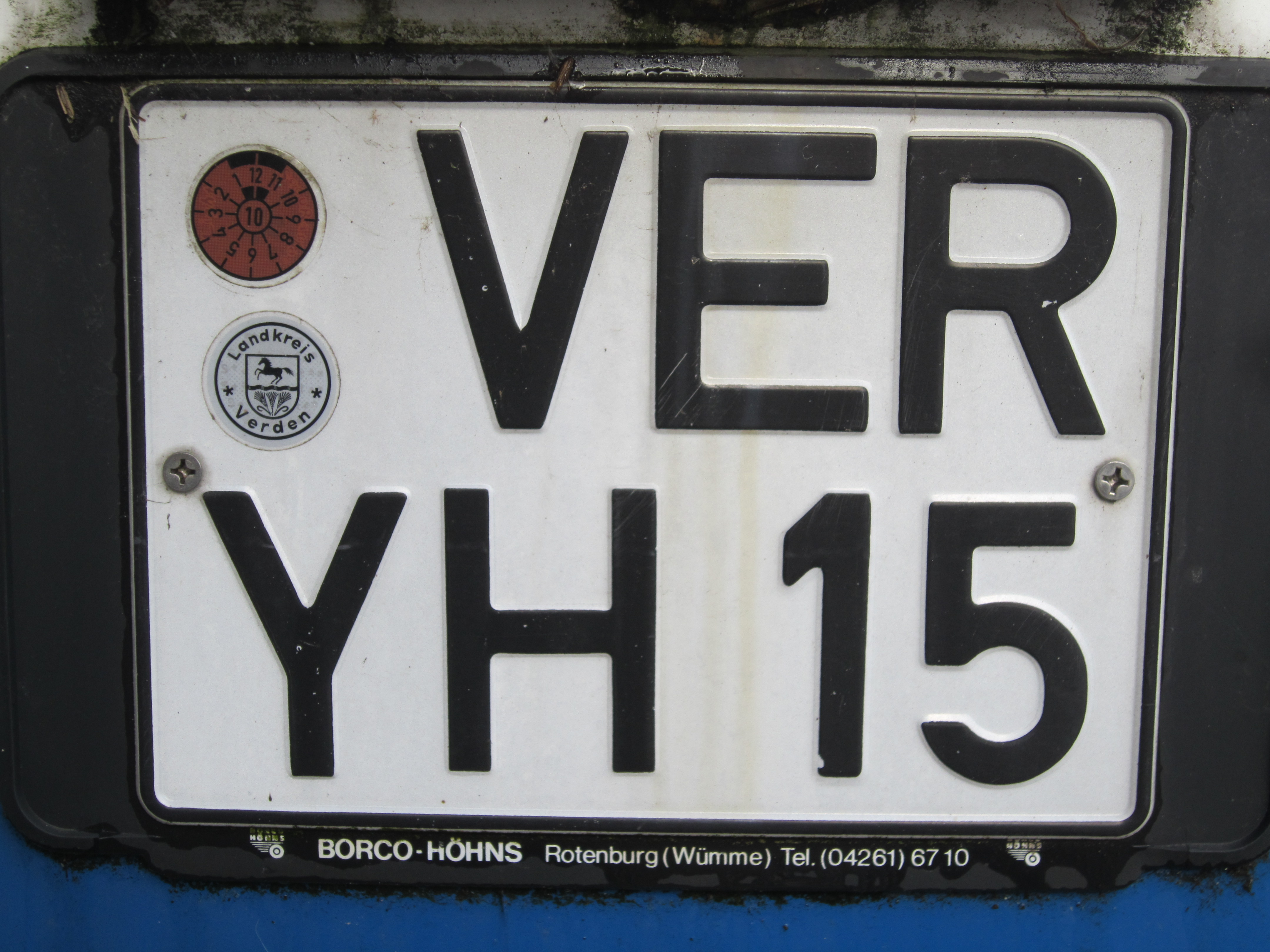
Verden

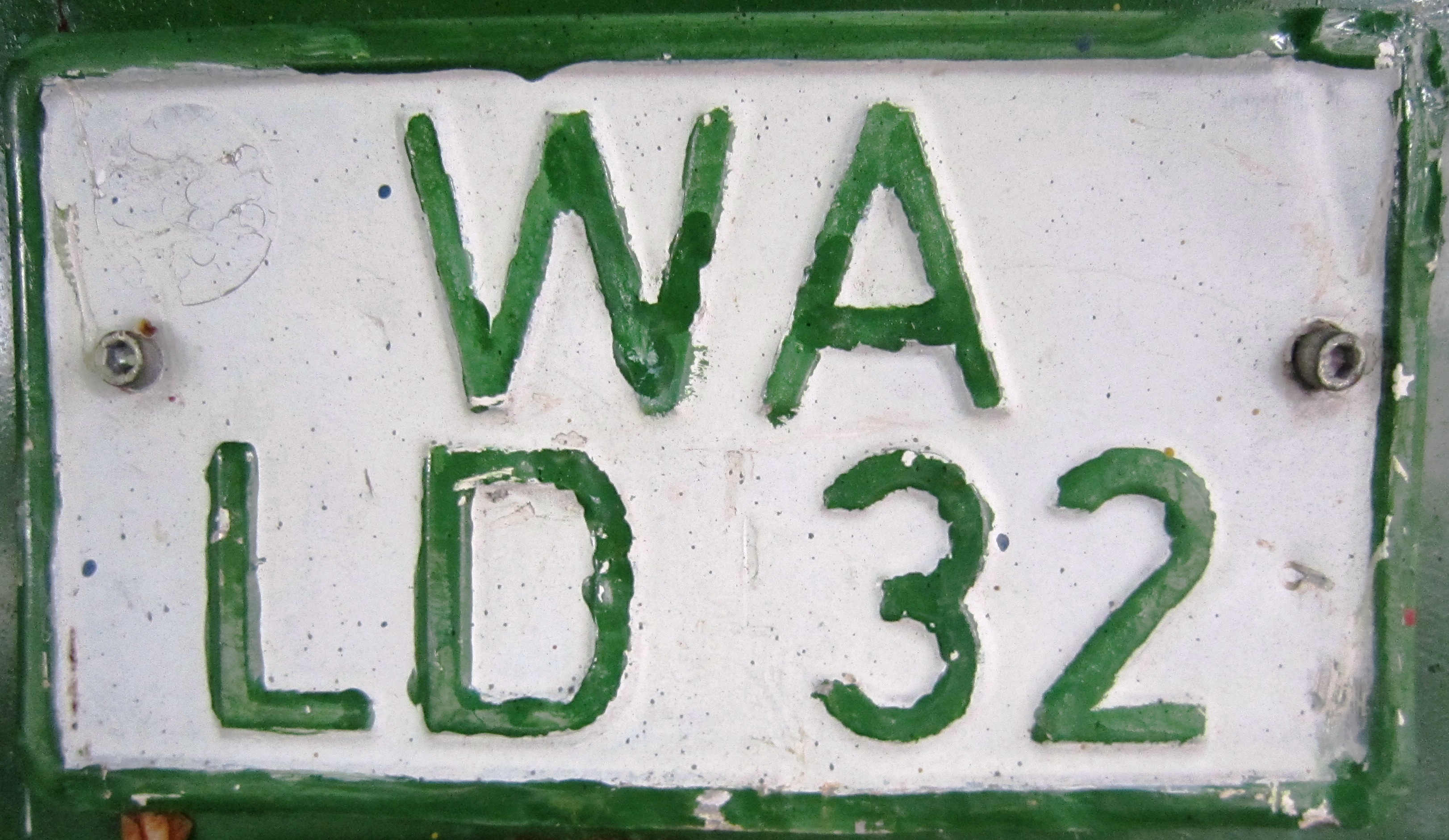
Waldeck

| Ken- teken | District                 | Hoofdstad                | Deelstaat                 | Stadt/Kreis cursief is voormalig              |
| ---------- | ------------------------ | ------------------------ | ------------------------- | --------------------------------------------- |
| V          | Vogtlandkreis            | Plauen                   | Saksen                    | Landkreis                                     |
| VAI        | Ludwigsburg              | Ludwigsburg              | Baden-Württemberg         | Landkreis Vaihingen                           |
| VB         | Vogelsbergkreis          | Lauterbach / Hessen      | Hessen                    | Landkreis                                     |
| VEC        | Vechta                   | Vechta                   | Nedersaksen               | Landkreis                                     |
| VER        | Verden                   | Verden / Aller           | Nedersaksen               | Landkreis                                     |
| VG         | Vorpommern-Greifswald    | Greifswald               | Mecklenburg-Voor-Pommeren | Landkreis                                     |
| VIB        | Landshut                 | Landshut                 | Beieren                   | Landkreis Vilsbiburg                          |
| VIB        | Rottal-Inn               | Pfarrkirchen             | Beieren                   | Landkreis Vilsbiburg                          |
| VIE        | Viersen                  | Viersen                  | Noordrijn-Westfalen       | Kreis                                         |
| VIT        | Regen                    | Regen                    | Beieren                   | Landkreis Viechtach                           |
| VK         | Völklingen               |                          | Saarland                  | Mittelstadt in de Regionalverband Saarbrücken |
| VOH        | Neustadt an der Waldnaab | Neustadt an der Waldnaab | Beieren                   | Landkreis Vohenstrauß                         |
| VR         | Vorpommern-Rügen         | Stralsund                | Mecklenburg-Voor-Pommeren | Landkreis                                     |
| VS         | Schwarzwald-Baar-Kreis   | Villingen-Schwenningen   | Baden-Württemberg         | Landkreis                                     |

### W
| Ken- teken | District                    | Hoofdstad              | Deelstaat                 | Stadt/Kreis cursief is voormalig        |
| ---------- | --------------------------- | ---------------------- | ------------------------- | --------------------------------------- |
| W          | Wuppertal                   |                        | Noordrijn-Westfalen       | kreisfreie Stadt                        |
| WA         | Waldeck-Frankenberg         | Korbach                | Hessen                    | Landkreis Waldeck                       |
| WAF        | Warendorf                   | Warendorf              | Noordrijn-Westfalen       | Kreis                                   |
| WAK        | Wartburgkreis               | Bad Salzungen          | Thüringen                 | Landkreis                               |
| WAN        | Herne                       |                        | Noordrijn-Westfalen       | kreisfreie Stadt Wanne-Eickel           |
| WAT        | Bochum                      |                        | Noordrijn-Westfalen       | kreisfreie Stadt Wattenscheid           |
| WB         | Wittenberg                  | Wittenberg             | Saksen-Anhalt             | Landkreis                               |
| WBS        | Eichsfeld                   | Heilbad Heiligenstadt  | Thüringen                 | Landkreis Worbis                        |
| WDA        | Zwickau                     | Zwickau                | Saksen                    | Landkreis Werdau                        |
| WE         | Weimar                      |                        | Thüringen                 | kreisfreie Stadt                        |
| WEL        | Limburg-Weilburg            | Limburg an der Lahn    | Hessen                    | Oberlahnkreis                           |
| WEN        | Weiden in der Oberpfalz     |                        | Beieren                   | kreisfreie Stadt                        |
| WER        | Augsburg                    | Augsburg               | Beieren                   | Landkreis Wertingen                     |
| WER        | Dillingen a. d. Donau       | Dillingen an der Donau | Beieren                   | Landkreis Wertingen                     |
| WES        | Wesel                       | Wezel                  | Noordrijn-Westfalen       | Kreis                                   |
| WF         | Wolfenbüttel                | Wolfenbüttel           | Nedersaksen               | Landkreis                               |
| WG         | Wangen im Allgäu            | Ravensburg             | Baden-Wurtemberg          | Landkreis Ravensburg                    |
| WHV        | Wilhelmshaven               |                        | Nedersaksen               | kreisfreie Stadt                        |
| WI         | Wiesbaden                   |                        | Hessen                    | kreisfreie Stadt                        |
| WIL        | Bernkastel-Wittlich         | Wittlich               | Rijnland-Palts            | Landkreis                               |
| WIS        | Nordwestmecklenburg         | Wismar                 | Mecklenburg-Voor-Pommeren | Landkreis Wismar                        |
| WIT        | Ennepe-Ruhr-Kreis           | Schwelm                | Noordrijn-Westfalen       | kreisfreie Stadt Witten                 |
| WIZ        | Werra-Meißner-Kreis         | Eschwege               | Hessen                    | Landkreis Witzenhausen                  |
| WK         | Ostprignitz-Ruppin          | Neuruppin              | Brandenburg               | Landkreis Wittstock                     |
| WL         | Harburg                     | Winsen                 | Nedersaksen               | Landkreis                               |
| WLG        | Vorpommern-Greifswald       | Greifswald             | Mecklenburg-Voor-Pommeren | Landkreis Wolgast                       |
| WM         | Weilheim-Schongau           | Weilheim in Oberbayern | Beieren                   | Landkreis                               |
| WMS        | Börde                       | Haldensleben           | Saksen-Anhalt             | Landkreis Wolmirstedt                   |
| WN         | Rems-Murr-Kreis             | Waiblingen             | Baden-Württemberg         | Landkreis                               |
| WND        | Landkreis St. Wendel        | St. Wendel             | Saarland                  | Landkreis                               |
| WO         | Worms                       |                        | Rijnland-Palts            | kreisfreie Stadt                        |
| WOB        | Wolfsburg                   |                        | Nedersaksen               | kreisfreie Stadt                        |
| WOH        | Kassel                      | Kassel                 | Hessen                    | Landkreis Wolfhagen                     |
| WOL        | Freudenstadt                | Freudenstadt           | Baden-Württemberg         | Landkreis Wolfach                       |
| WOL        | Ortenaukreis                | Offenburg              | Baden-Württemberg         | Landkreis Wolfach                       |
| WOR        | Bad Tölz-Wolfratshausen     | Bad Tölz               | Beieren                   | Landkreis Wolfratshausen                |
| WOR        | München                     | München                | Beieren                   | Landkreis Wolfratshausen                |
| WOR        | Starnberg                   | Starnberg              | Beieren                   | Landkreis Wolfratshausen                |
| WOS        | Freyung-Grafenau            | ..                     | Beieren                   | Landkreis Wolfstein                     |
| WR         | Harz                        | Halberstadt            | Saksen-Anhalt             | Landkreis Wernigerode                   |
| WRN        | Mecklenburgische Seenplatte | Neubrandenburg         | Mecklenburg-Voor-Pommeren | Landkreis Waren                         |
| WS         | Rosenheim                   | Rosenheim              | Beieren                   | Landkreis Wasserburg                    |
| WSF        | Burgenlandkreis             | Naumburg               | Saksen-Anhalt             | Landkreis Weißenfels                    |
| WST        | Ammerland                   | Westerstede            | Nedersaksen               | Landkreis                               |
| WSW        | Görlitz                     | Görlitz                | Saksen                    | Landkreis Weißwasser                    |
| WT         | Waldshut                    | Waldshut-Tiengen       | Baden-Württemberg         | Landkreis                               |
| WTM        | Wittmund                    | Wittmund               | Nedersaksen               | Landkreis                               |
| WÜ         | Würzburg                    | Würzburg               | Beieren                   | kreisfreie Stadt & Landkreis            |
| WUG        | Weißenburg-Gunzenhausen     | Weißenburg in Bayern   | Beieren                   | Landkreis                               |
| WÜM        | Cham                        | Cham                   | Beieren                   | Landkreis Waldmünchen                   |
| WUN        | Wunsiedel i. Fichtelgebirge | Wunsiedel              | Beieren                   | Landkreis                               |
| WUR        | Leipzig                     | Borna                  | Saksen                    | Landkreis Wurzen                        |
| WW         | Westerwaldkreis             | Montabaur              | Rijnland-Palts            | Landkreis                               |
| WZ         | Wetzlar                     |                        | Hessen                    | Sonderstatusstadt in de Lahn-Dill-Kreis |
| WZL        | Börde                       | Haldensleben           | Saksen-Anhalt             | Landkreis Wanzleben                     |

### Z

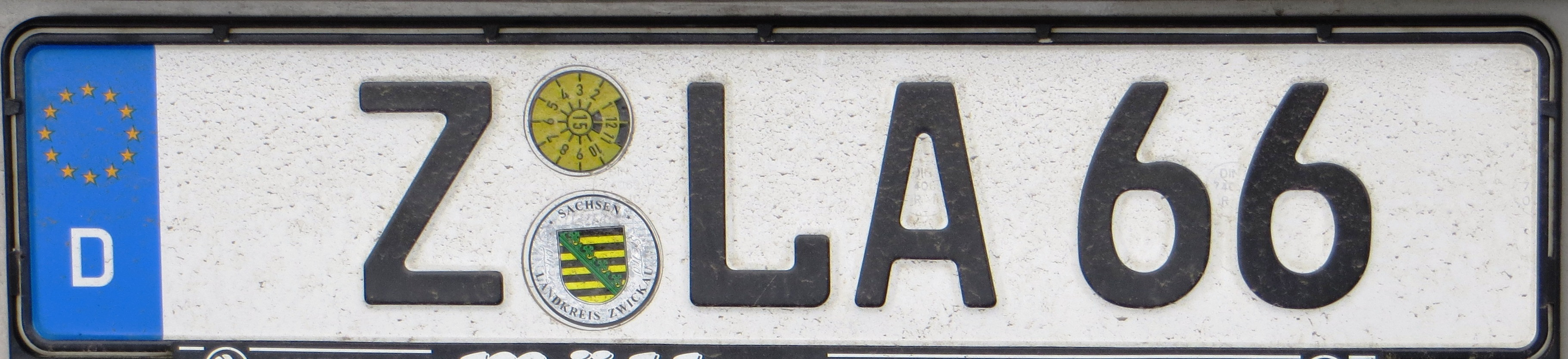
Zwickau

| Ken- teken | District               | Hoofdstad         | Deelstaat      | Stadt/Kreis cursief is voormalig          |
| ---------- | ---------------------- | ----------------- | -------------- | ----------------------------------------- |
| Z          | Zwickau                | Zwickau           | Saksen         | Landkreis                                 |
| ZE         | Anhalt-Bitterfeld      | Köthen            | Saksen-Anhalt  | Landkreis Zerbst                          |
| ZEL        | Cochem-Zell            | Cochem            | Rijnland-Palts | Landkreis Zell                            |
| ZI         | Görlitz                | Görlitz           | Saksen         | Landkreis Zittau & Landkreis Löbau-Zittau |
| ZIG        | Schwalm-Eder-Kreis     | Homberg           | Hessen         | Landkreis Ziegenhain                      |
| ZP         | Erzgebirgskreis        | Annaberg-Buchholz | Saksen         | Landkreis Zschopau                        |
| ZR         | Greiz                  | Greiz             | Thüringen      | Landkreis Zeulenroda                      |
| ZW         | Zweibrücken            |                   | Rijnland-Palts | kreisfreie Stadt                          |
| ZW         | Landkreis Südwestpfalz | Pirmasens         | Rijnland-Palts | Landkreis Zweibrücken                     |
| ZZ         | Burgenlandkreis        | Naumburg          | Saksen-Anhalt  | Landkreis Zeitz                           |

## Speciale kentekens
| Letters of cijfers        | Omschrijving | Kenteken |
| ------------------------- | --- | -------- |
| 0-1                       | Bondspresident |          |
| 1-1                       | President van de Bondsdag |          |
| 0-2                       | Bondskanselier |          |
| 0-3                       | Minister van Buitenlandse Zaken |          |
| 0-4                       | Eerste staatssecretaris van Buitenlandse Zaken                                                                                           |          |
| 0-xx-x(xx) of 0-xxx-x(xx) | Corps Diplomatique (buitenlandse diplomaten)                                                                                             |          |
| AD, AF, HK of IF          | Amerikaanse strijdkrachten in Duitsland                                                                                                  |          |
| AG                        | Uitzonderlijk vervoer (Ausnahmegenehmigung)                                                                                              |          |
| BBL                       | Landdag en deelstaatregering van Brandenburg                                                                                             |          |
| BD                        | Bondsdag, Bondsraad, Bondsregering, Bundeszollverwaltung, Bundespräsidialamt (secretariaat van de Bondspresident) en de Bondsrechtbanken |          |
| BG                        | Bundesgrenzschutz, De oude grenspolitie                                                                                                  |          |
| BP                        | Bondspolitie, vroeger stond BP voor Bundespost                                                                                           |          |
| BW                        | Federale water- en scheepvaartadministratie (Bundes-Wasser- und Schifffahrtsverwaltung)                                                  |          |
| BWL                       | Landdag en deelstaatregering van Baden-Württemberg                                                                                       |          |
| BYL                       | Landdag en deelstaatregering van Beieren                                                                                                 |          |
| HEL                       | Landdag en deelstaatregering van Hessen                                                                                                  |          |
| LSA                       | Landdag en deelstaatregering van Saksen-Anhalt                                                                                           |          |
| LSN                       | Landdag en deelstaatregering van Saksen                                                                                                  |          |
| MVL                       | Landdag en deelstaatregering van Mecklenburg-Voor-Pommeren                                                                               |          |
| NL                        | Landdag en deelstaatregering van Nedersaksen                                                                                             |          |
| NRW                       | Landdag en deelstaatregering van Noordrijn-Westfalen                                                                                     |          |
| RPL                       | Landdag en deelstaatregering van Rijnland-Palts                                                                                          |          |
| SAL                       | Landdag en deelstaatregering van Saarland                                                                                                |          |
| SH                        | Landdag, deelstaatregering en politie van Sleeswijk-Holstein                                                                             |          |
| THL                       | Landdag en deelstaatregering van Thüringen                                                                                               |          |
| THW                       | Bundesanstalt Technisches Hilfswerk |          |
| X                         | NAVO |          |
| Y                         | Bundeswehr (leger) |          |

## Keuzekentekens
De autobezitter heeft in Duitsland de mogelijkheid om een kenteken naar keuze te nemen, mits het voldoet aan het vermelden van de kenletters van de Kreis, gevolgd door de gebruikelijke indeling van een of twee letters en daarna een, twee, drie of vier cijfers. In grensgebieden waar veel Nederlanders wonen is het dan ook niet ongewoon om veel auto's te zien rondrijden met kentekens als KLE - NL 101, BOR - NL 101, HS - NL 101, LER - NL 113 enz.

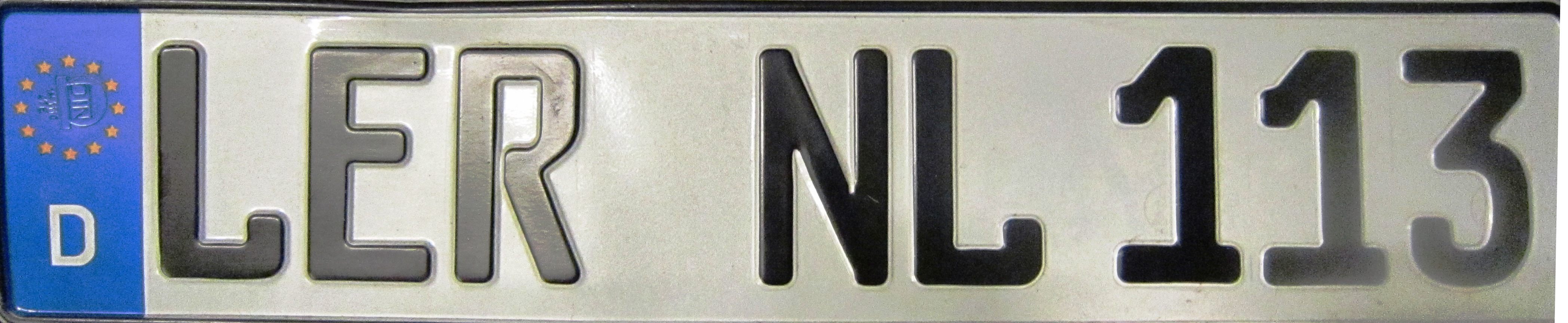
Leer (Keuzekenteken)

Sinds 1 november 2012 is het wettelijk mogelijk dat Kreise ook optionele kreisletters toestaan in de eerste posities van het kenteken. Borken bijvoorbeeld kent op verzoek sinds 1 februari 2013 naast BOR ook de letters AH of BOH toe. Dit zijn oude aanduidingen van de Kreis Ahaus en de kreisfreie Stadt Bocholt die na een herindeling per 1 januari 1975 opgegaan zijn in de Kreis Borken. Tot 1 februari 2013 kwamen kentekens beginnend op AH of BOH nog heel sporadisch voor bij voertuigen die al vóór 1 januari 1975 waren gekentekend en daarna niet meer van eigenaar waren veranderd.